# اللاذقية
اللاذقية مدينة سوريّة، تعتبر الخامسة في البلاد من حيث عدد السكان، بعد دمشق وحلب وحمص وحماة. تقع على الساحل الشرقي من البحر الأبيض المتوسط، ضمن شبه جزيرة بحرية على وهي المنفذ الأول للبلاد على البحر المتوسط والحاضنة لأكبر مرافئها، ما أكسبها موقعًا تجاريًا فريدًا، وأغناها بالعديد من المرافق الحيوية والصناعية والتجاريّة. فضلاً عن ذلك، فإن المدينة هي المركز الإداري لمحافظة اللاذقية. تبعد حوالي 335 كم إلى الشمال الغربي من العاصمة دمشق. 
تعتبر المدينة مركزًا سياحيًا هامًا نظرا لشواطئها ولغناها بالمواقع الأثريّة التي يرقى بعضها إلى العصر الفينيقي، فضلاً عن المناخ المعتدل وتوفر خدمات الصناعة السياحية. كانت المنطقة التي تشغلها المدينة حاليًا مأهولة بالسكن البشري منذ العصر الحجري، وقد شهدت ازدهارًا فنيًا واقتصاديًا وثقافيًا نادرًا، من أبرز تجلياته ابتكار الأبجدية الأولى في مدينة أوغاريت القريبة. كانت المنطقة مركزًا هامًا في العصرين السلوقي والروماني، إلا أن وقوعها قرب الحدود مع الإمبراطورية البيزنطيّة بعد الفتح الإسلامي للشام، جعلها من مدن الثغور، وأدى أيضًا إلى تراجع أهميتها ودورها. كذلك، ساهم كوارث طبيعية وزلازل  أصابتها في تردي الوضع، فضلاً عن الإهمال الإداري خصوصًا إبان الحكم العثماني. بعد اقتطاع لواء اسكندرون من سورية عام 1939، أخذت أهمية اللاذقية في التنامي، واستطاعت أن تصبح مركزًا تجاريًا وصناعيًا وثقافيًا وسياحيًا هامًا، حتى غدت مقصد حوالي نصف مليون زائر سنويًا.
تطور عدد سكان المدينة بشكل ملحوظ منذ بداية القرن العشرين بفضل تزايد أهميتها ونمو سوقها التجاري، وبلغ عدد سكانها حسب إحصاءات 2009 650,558 نسمة. وهي مدينة متنوعة طائفيًا فهناك مسلمون علويون ومسلمون سنة ومسيحيون أغلبهم يتبع طائفة الروم الأرثوذكس إلى جانب أقليات أخرى. أما من الناحية العرقية فالعرب هم الأغلبية الساحقة مع وجود أقليات أرمنية وتركمانية. أغلب سكان المدينة متعلمون وتبلغ نسبة الأمية في المحافظة 9% أي أقل من المعدل العام في سوريا. أما النشاط الاقتصادي للسكان فهو يبدأ من خدمات الاستيراد والتصدير ومن ثم الأعمال المرتبطة بالسياحة والصناعة حيث ينشط في المدينة عددٌ من الصناعات كالسجاد والألمنيوم والإسفلت وغيرها.
اختيرت قلعة صلاح الدين الأيوبي، على بعد 30 كم من المدينة، كواحدة من مواقع التراث العالمي، المحمي من قبل اليونيسكو.

## أصل التسمية
نُعتت اللاذقية بعدد وافر من الأسماء، بتطور المراحل والحقب التاريخية التي مرت عليها، ففي أيام الفينيقيين أطلق عليها اسم «أوغاريت» لكونها الضاحية الجنوبية لمدينة أوغاريت الشهيرة، وكذلك «شمرا» وأقدم من هذين الإسمين «ياريموتا» الذي ظهر في مراسلات تل العمارنة، ثم حوّل الاسم إلى «راميتا» ومعناه «المرتفعة» وسماها الفيلسوف والمؤرخ فيلون «راماثوس» وهو اسم أحد الآلهة الفينيقية. أما السكان المحليون فدعوها «مزبدا» التي تعني في العربية «زبد البحر»، بينما أطلق عليها الإمبراطور جوستيان اسم «تيودوريارس»، في حين أسماها الصليبيون «لاليش».
أما أكثر الأسماء شيوعًا، وهو أصل الاسم المتداول اليوم، فهو الاسم الذي أطلقه عليها في القرن الرابع قبل الميلاد الإمبراطور سلوقس نيكاتور بعد أن جدد بناءها وهو «لاوديكيا» على اسم أمه، كما سمّى أنطاكية على اسم والده أنطوخيوس، كما سمّى أفاميا على اسم زوجته. ومن ثمّ حُرفت على نحو ما لتصبح «اللاذقية»، أما خلال العهد الروماني فسماها يوليوس قيصر في القرن الأول قبل الميلاد «جوليا»، وسماها الإمبراطور سيبتيموس سيفيروس باسمه أي «سبيتما السافريّة» غير أن الأسماء الرومانية لم تنتشر وظلّت التسمية السلوقية هي الشائعة، وعندما قامت الدولة الأموية في دمشق أطلق عليها اسم «لاذقية الشام» تمييزًا لها عن عدد من المدن التي تحمل الاسم نفسه. أما عن ألقابها فتوصف بكونها «عروس الساحل».
أما شعار المدينة، فقد تمّ اعتماده في عام 1975 من قبل مجلس مدينة اللاذقية، وهو يمثل مرساة سفينة يحيط بها دلفينان، تعتبر نسخة لأحد الآثار المكتشفة والتي تعود للقرن الثاني قبل الميلاد في المدينة. وجد الدلفين كذلك على عدد كبير من القطع النقدية التي تعود للفترة السلوقية، وتعتبر اللاذقية المدينة الوحيدة في الشرق الأوسط التي استعملت حيوان الدولفين كأحد رموزها ومن المدن القليلة في بلاد الشام التي لم يشتق اسمها من السريانية أو الآرامية. أما المرساة أو الياطر فهي تشير إلى الملاحة عصب الحياة الاقتصادية في المدينة، وقد وضع اسم «لاذقية العرب» لكونه أحد الأسماء التي سميّت بها من قبل المسلمين عند دخولهم المدينة في القرن السابع، تمييزًا لها عن ثماني مدن أخرى تحمل الاسم نفسه؛ وقد وضع هذا الشعار جبرائيل سعادة.

## الجغرافيا

### الموقع

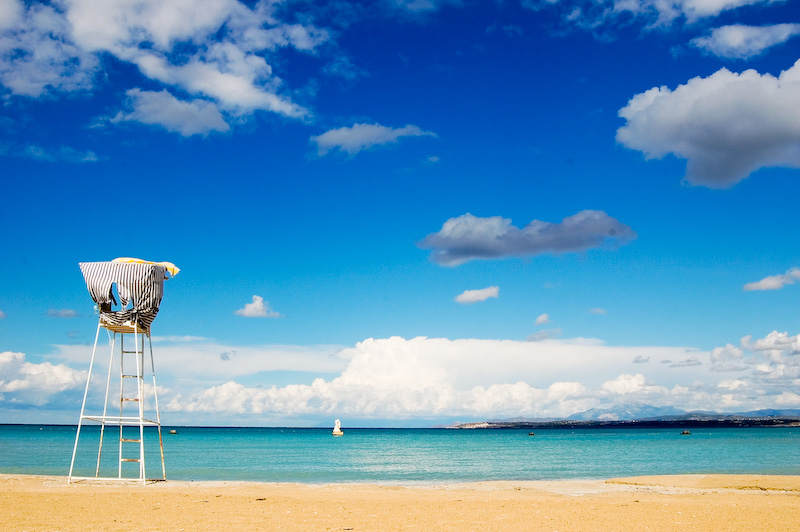
شاطئ اللاذقية الرملي.

تقع اللاذقية ضمن شبه جزيرة طبيعية على الشاطئ الشرقي للبحر الأبيض المتوسط في الشمال الغربي للجمهورية العربية السورية؛ يحد المدينة من الغرب البحر الأبيض المتوسط، ومن الشمال البحر أيضًا ثم منطقة دمسرخو التي باتت تعتبر من التوسع الطبيعي للمدينة، أما من الجنوب تحدها مجموعة من القرى والسهول الزراعيّة قبل أن تصل إلى مدينة جبلة التابعة لمحافظة اللاذقية؛ أما من ناحية الشرق فتحدها سلسلة جبال اللاذقية المرتفعة، والتي تشكل حاجزًا طبيعيًا عن سهل الغاب.
ولكونها تقع ضمن شبه جزيرة، تتخذ المدينة شكل مثلث، لكن التوسعات العمرانية بدءًا من النصف الثاني للقرن العشرين، أخذت من خلالها المدينة بالزحف نحو الداخل خارج شبه الجزيرة الطبيعية التي نشأت فيها. أما شاطئ المدينة فيعتبر متنوعًا للغاية، فهو رملي في شمال المدينة، ثم يتحول إلى صخري في وسطها وجنوبها، ويعود رمليًا في ضواحيها الجنوبية، كمنطقة برج سلام مثلاً.

### المناخ
يعتبر مناخ المدينة مناخًا متوسطيًا معتدلاً، يتميز بأربع فصول واضحة فهناك الصيف الحار والجاف ومن ثم ربيع وخريف معتدلان وأخيرًا شتاء دافئ وممطر. تبلغ درجات الحرارة ذروتها في شهري تموز/يوليو وآب/أغسطس والأمر نفسه بالنسبة لدرجات الرطوبة. يكون الطقس أكثر برودة في شهري كانون الثاني/يناير وشباط/فبراير. لا تتساقط الثلوج في المدينة، إلا أنها تتساقط بغزارة في المناطق الجبلية إلى الشرق منها كصلنفة.
لقد ساعد مناخ اللاذقية المعتدل على ازدهار الزراعة في المناطق المحيطة بها، فاشتهرت في العصور القديمة بريف خصب وغني خصوصًا بالحمضيات وكروم العنب التي منها كان يصنّع محليًا النبيذ اللاذقي ويصدّر إلى اليونان ومصر، وقد اشتهر هذا النبيذ بجودته وشهرته، إلا أن صناعته تراجعت بشكل كبير في أعقاب الفتح الإسلامي وأخذت زراعة الحمضيات تتوسع على حسابه. كذلك ظهرت زراعة التبغ في المحافظة، وهي مستمرة حتى اليوم.
| البيانات المناخية لـاللاذقية | البيانات المناخية لـاللاذقية | البيانات المناخية لـاللاذقية | البيانات المناخية لـاللاذقية | البيانات المناخية لـاللاذقية | البيانات المناخية لـاللاذقية | البيانات المناخية لـاللاذقية | البيانات المناخية لـاللاذقية | البيانات المناخية لـاللاذقية | البيانات المناخية لـاللاذقية | البيانات المناخية لـاللاذقية | البيانات المناخية لـاللاذقية | البيانات المناخية لـاللاذقية | البيانات المناخية لـاللاذقية |
| الشهر                        | يناير                        | فبراير                       | مارس                         | أبريل                        | مايو                         | يونيو                        | يوليو                        | أغسطس                        | سبتمبر                       | أكتوبر                       | نوفمبر                       | ديسمبر                       | المعدل السنوي                |
| ---------------------------- | ---------------------------- | ---------------------------- | ---------------------------- | ---------------------------- | ---------------------------- | ---------------------------- | ---------------------------- | ---------------------------- | ---------------------------- | ---------------------------- | ---------------------------- | ---------------------------- | ---------------------------- |
| متوسط درجة الحرارة الكبرى °ف | 52                           | 54                           | 57                           | 63                           | 68                           | 73                           | 79                           | 84                           | 77                           | 72                           | 63                           | 55                           | 66                           |
| متوسط درجة الحرارة الصغرى °ف | 41                           | 43                           | 52                           | 57                           | 63                           | 68                           | 72                           | 73                           | 72                           | 63                           | 50                           | 45                           | 58                           |
| الهطول إنش                   | 5.9                          | 4.3                          | 3.7                          | 2.9                          | 1.0                          | 0.2                          | 0.0                          | 0.0                          | 0.5                          | 2.7                          | 4.0                          | 6.7                          | 31.9                         |
| متوسط درجة الحرارة الكبرى °م | 11                           | 12                           | 14                           | 17                           | 20                           | 23                           | 26                           | 29                           | 25                           | 22                           | 17                           | 13                           | 19                           |
| متوسط درجة الحرارة الصغرى °م | 5                            | 6                            | 11                           | 14                           | 17                           | 20                           | 22                           | 23                           | 22                           | 17                           | 10                           | 7                            | 15                           |
| الهطول سم                    | 15                           | 11                           | 9.3                          | 7.4                          | 2.5                          | 0.5                          | 0.1                          | 0.1                          | 1.2                          | 6.8                          | 10.1                         | 17                           | 81                           |
| المصدر:                      |                              |                              |                              |                              |                              |                              |                              |                              |                              |                              |                              |                              |                              |

### مناطق المدينة
بموجب قانون الإدارة المحلية السوري فإن المدن تقسم إلى أحياء ويجب أن يكون عدد سكان الحي على الأقل خمسون ألفًا. شهدت المدينة منذ منتصف القرن العشرين تطورًا سكانيًا ملحوظًا استدعى إنشاء أحياء جديدة، ولا زالت الأحياء تتكاثر حتى الآن. حاليًا تتألف المدينة من عشرين حيّاً موزعين وفق الشكل التالي:
| المدينة القديمة - حي الصليبة، وتوسعه حي مشروع الصليبة. - حي الفاروس. - حي الشيخ ضاهر. يتبع له إداريًا حي الأمريكان. - حي المار تقلا. - حي العوينة. - حي القلعة. - حي الطابيات. - الكورنيش الجنوبي. - الكورنيش الغربي. | الأحياء الحديثة - حي الزراعة. - حي الدعتور. - حي المشروع الثاني. - حي الرمل الفلسطيني. - حي السكنتوي. - المشروع السابع. - حي مشروع الأوقاف. - حي دمسرخو. - حي السجن. | الضواحي الحديثة - حي المشروع العاشر. - حي الرمل الشمالي. - حي علي الجمّال. - حي الزقزقانية. - حي بسنادا. - حي سقوبين. - حي المشروع التاسع. |

## التاريخ

### ما قبل التاريخ

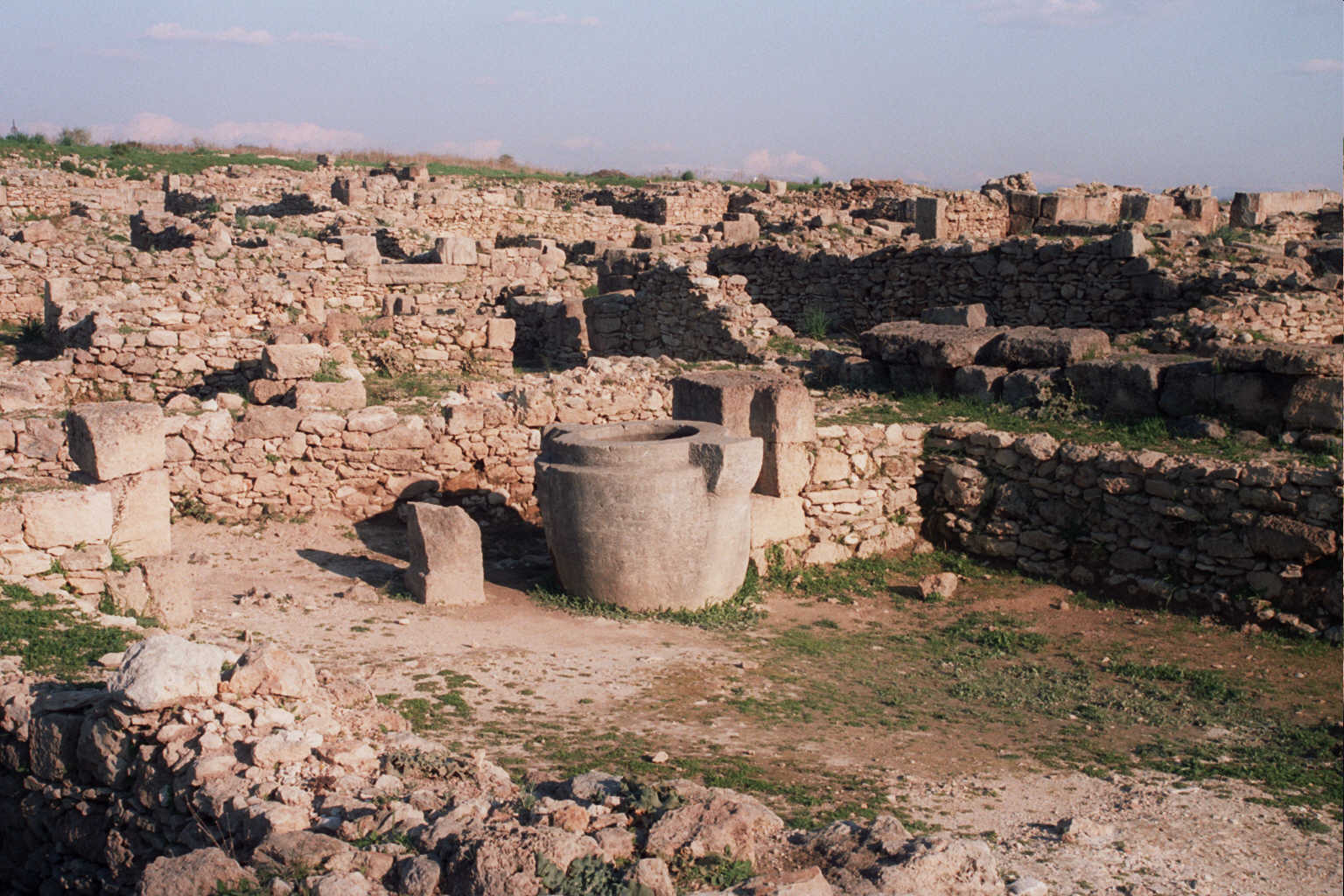
إحدى المواقع الأثرية في أوغاريت التي تقع 12 كم شمال المدينة.

في منطقة ستمرخو الواقعة على بعد 10 كم شرق المدينة حاليًا، اكتشفت آثار أقدم إنسان عاقل خارج القارة الإفريقية وهي أدوات حجرية مصنوعة من الصوان على شكل فأس له قبضة مستديرة وحدان ورأس مدبب ترجع بتاريخها إلى مليون سنة تقريباًَ؛ كما اكتشفت آثار للإنسان العاقل تعود إلى سبعمائة ألف سنة في موقع الشيخ محمد وفي موقع بكسا، وهي أدوات تشبه أدوات موقع ستمرخو ولكنها أكثر تطوراً، وعثر في مواقع الشير والهنادي والخلالي على أدوات تعود إلى حوالي ثلاثمائة ألف سنة تتميز بدقة الصنع، كما تمّ الكشف في هذه المواقع على بقايا إنسان النياندرتال وآثار أخرى تعود إلى 35000 سنة وحتى 12000 سنة قبل الميلاد.
تدل المكتشفات الأثرية أن الانتقال من مرحلة الجمع والالتقاط والصيد إلى مرحلة تدجين الحيوانات والزراعة، في منطقة اللاذقية الحالية، بدأ منذ الألف السابع قبل الميلاد، إذ كشفت التنقيبات الأثرية في رأس شمرا عن معالم قرية قديمة تعود إلى العصر الحجري المتوسط والعصر الحجري الحديث، وأظهرت هذه الاكتشافات أن سكان القرية عرفوا تدجين الحيوان والزراعة وبناء البيوت من الحجارة والطين وأغصان الأشجار، كما أقاموا التحصينات واستخدموا الأواني الفخارية. وحسب كلود شيفر، فإن دراسة الأدوات الأثرية التي اكتشفت في رأس شمرا توحي بأن سكان المنطقة قد انحدروا من المنطقة الشمالية للهلال الخصيب، كما دلت المكتشفات على وجود اتصال تجاري مع مناطق في سوريا الشمالية.
أما في موقع تل سوكاس، فدلت الاكتشافات الأثرية أن الحياة البشرية في الألف السادس قبل الميلاد، كانت قد تطورت بحيث صنع السكان مطاحن للحبوب من حجر البازلت وصنعوا أوانٍ من الفخار والغضار، وقد عثر على خزف يعود إلى الألف الرابع قبل الميلاد، عند مصب نهر السن.

### مملكة أوغاريت

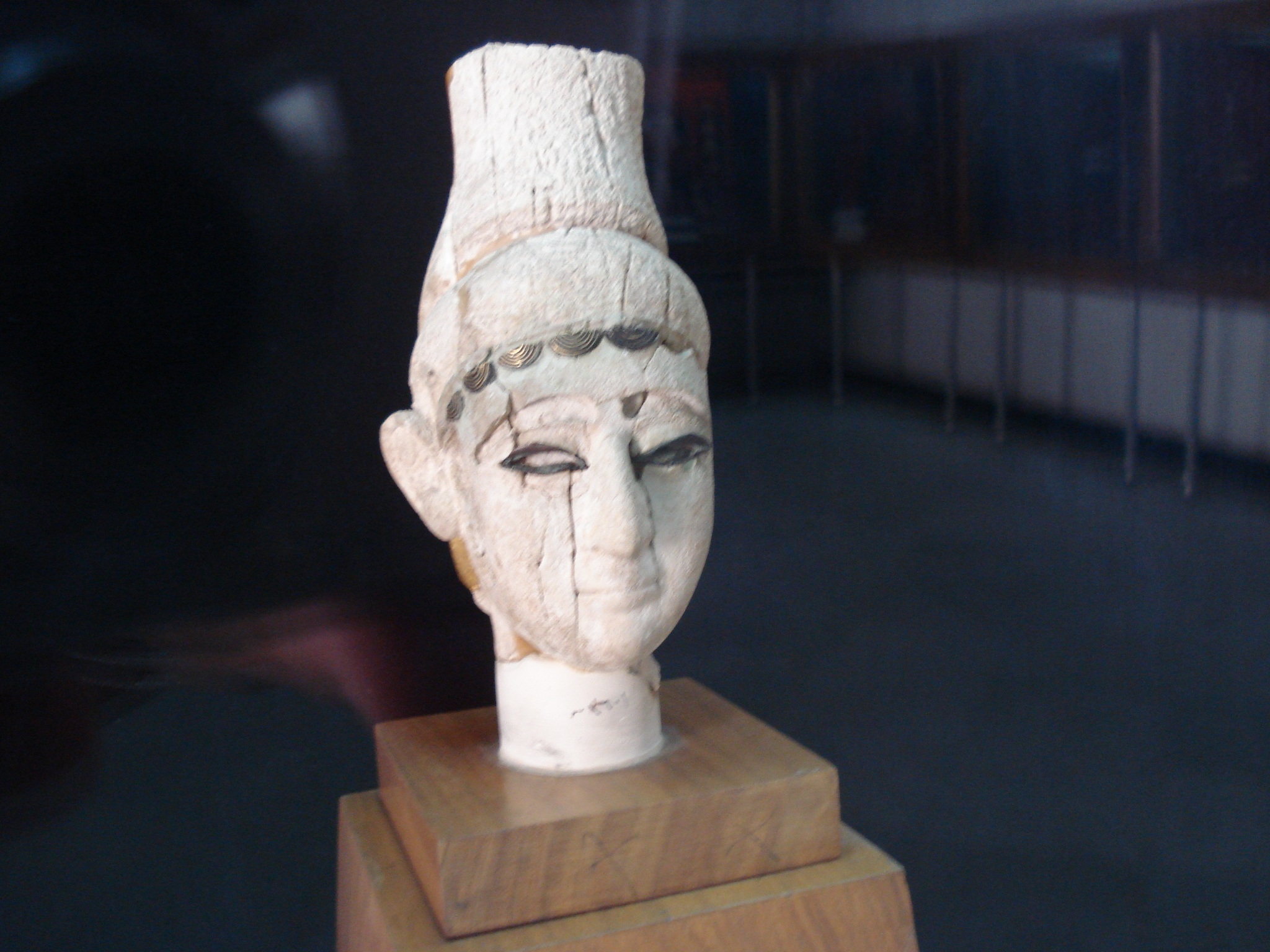
رأس أميرة أوغاريتية محفوظ في متحف دمشق الوطني.

إن الكُسر الفخارية المكتشفة على بعد ثلاثة كليومترات إلى الشمال الشرقي المدينة، تعكس حياة مدنيّة راقية خلال العصر الحجري ومن أغلب نواحي الحياة البشرية السياسيّة والاقتصادية والاجتماعية والثقافية. كما أثبتت هذه الحفريات منذ عام 1929 أن اللاذقية القديمة أو أوغاريت لا تزال بكاملها ترقد تحت التراب، وبتتابع عمليات الحفر والتنقيب اكتشفت أوغاريت التي كانت اللاذقية الحالية بمثابة ضاحيتها الجنوبية، وتربطها بها علاقات سياسية وتجارية.

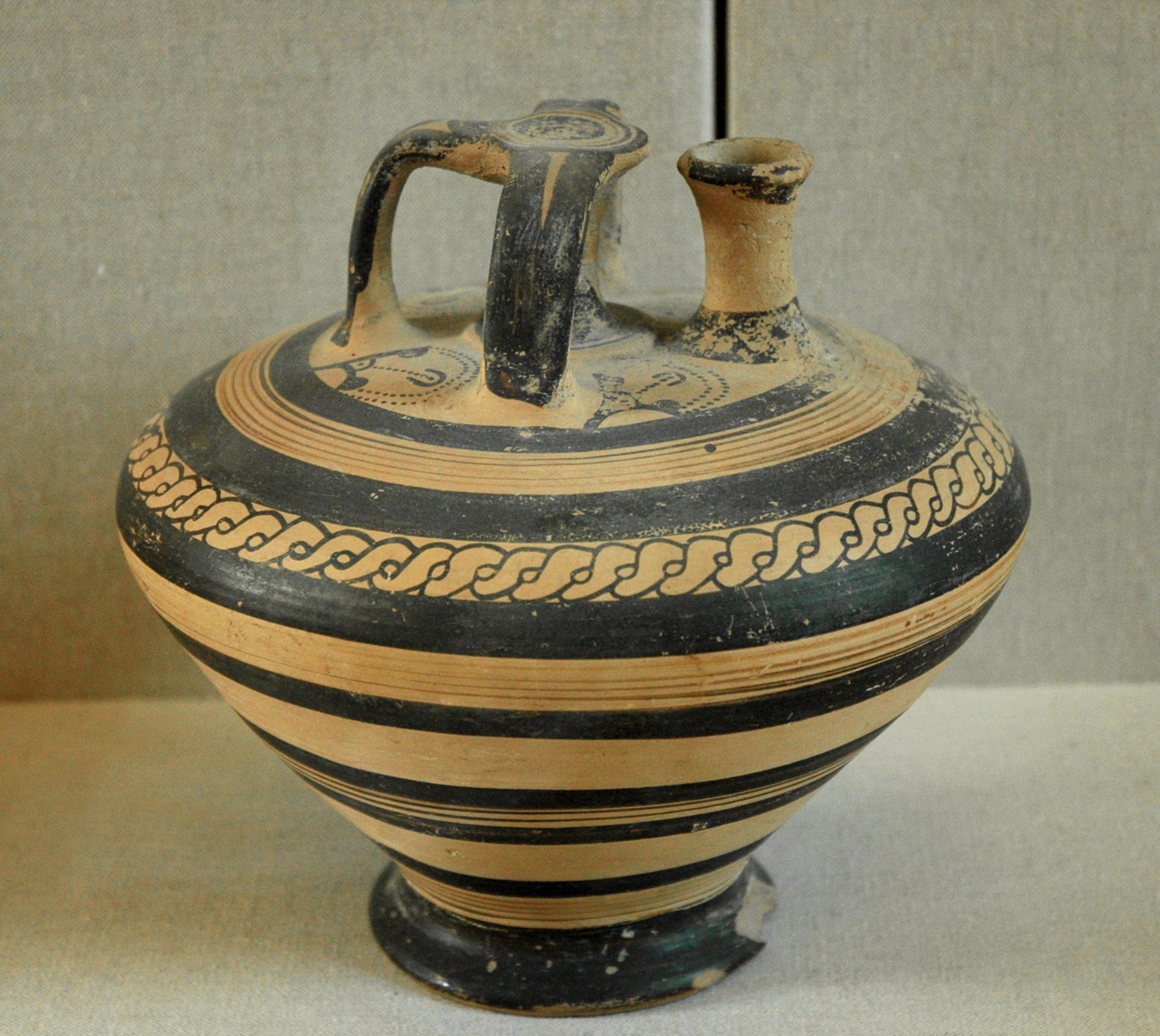
إناء من أوغاريت يدل على تطور الصناعات والفنون فيها، وهو من محفوظات متحف اللوفر. وقد امتدح الشاعر اليوناني هوميروس في الإلياذة الصناعات والأواني التي تصنع فيها وقال «لا توجد آنية أخرى تنافسها في جمالها».

كان قوام الحياة الاجتماعية والاقتصادية في تلك الفترة معتمدًا على الصيد البحري واصطياد الخنزير البري، فضلاً عن تدجين البقر والماعز، وكانت للسكان حياة ثقافية نشطة، تمثلت بما عثر عليه من أرقم فخارية كتب عليها بالكتابة المسمارية؛ واستطاعوا خلال العصر البرونزي أي حوالي العام 3500 قبل الميلاد زراعة الزيتون والفستق واللوز والتين، فضلاً عن استحداث تنظيمات للفلاحين والعمال بما يشبه النقابات في أيامنا المعاصرة، لكن المدينة خلال هذه الفترة انحصرت في القسم الشمالي من تل رأس شمرا، وانقرض الوجود البشري في سائر أنحائها.
وعند نهاية العصر البرونزي حوالي العام 1600 قبل الميلاد، أخذ الحوريون يفدون إلى المدينة حتى ظهرت جالية كبيرة منهم فيها. وتظهر الرُقم العائدة إلى تلك الحقبة، والتي اكتشف بعضها في إيبلا أو في العراق، أن المدينة كانت تمتلك علاقات تجارية وسياسيّة واسعة مع مختلف الممالك كجزيرة كريت ومملكتي ماري وإيبلا القريبتين من نهر الفرات، ومصر حيث أرسل الفرعون لهذه المدينة ولملكها هدايا ثمينة من تماثيل عاجية وتحف تحمل كتابات ورموز مصرية، منها عقد من اللؤلؤ يحمل قلادة نقش عليها اسم الملك سنوسرت الأول، ومنها تمثال للأميرة شنوميت زوجة الملك سنوسرت الثاني، وثمة تمثال يمثل كاهنًا. وإلى جانب مصر، فإن أوغاريت كانت على علاقة جيدة مع قبرص ومع شواطئ بحر إيجة.
وقد تكون عمارة القصر الملكي المكتشف، والمخطوطات التي تظهر تصاميمه، أكبر دليل على الترف والقوة اللتين تمتعت بهما المدينة؛ يذكر أحد الرقوم أن سطوة المدينة امتدت من جبل الأقرع شمالاً حتى مدينة بانياس جنوبًا وبلغ عدد سكانها خمسون ألفًا موزعين على مائتي قرية، أما أوغاريت العاصمة بلغ عدد سكانها ثمانية آلاف. وإلى جانب العاصمة الدائمة، كانت منطقة رأس ابن هاني نحو الشمال، تشكل المقر الصيفي للعائلة الحاكمة. وقد ظلّ ازدهار أوغاريت قائمًا في عهود أربعة ملوك هم: الملك نقمد الثاني وابنه أرخلب، وشقيقه نقمفيع، وفي عهد هذا الأخير حصلت معركة قادش حيث اصطدم الحثيون والمصريون في معركة، آثر خلالها الأوغارتيون الوقوف إلى جانب الحثيين، الجار الشمالي للمملكة، وتلى نقمفيع ابنه عميستر الثاني، ثم أبيران الثاني فحفيده نقمد الثالث وأخيرًا عمورافي آخر ملوك المدينة، إذ إنها قد دمرت بعدئذ، كسائر مدن الساحل السوري بسبب غزوات «شعوب البحر» حوالي العام 1182 قبل الميلاد.
دلت المكتشفات الأثرية أيضًا على وجود العديد من الطرق المرصوفة، والدور والأبنية المزينة للسكن والمباني الإدارية والحكومية، ومكتبة فخمة في القصر الملكي، وكان هذا الأخير يتميز بكونه من أكبر قصور الشرق القديمة بمساحة عشرة آلاف متر مربع، يدافع عنه برجان ضخمان وقد طليت بعض جوانبه بالفضة؛ وبالنظر إلى الحياة الصناعية فإن المدينة اشتهرت بصناعة وبيع الأخشاب والمعادن والأواني المزخرفة والمنسوجات والأقمشة، وعصر الزيتون وتجارة القمح والشعير. وقد امتدح الشاعر اليوناني هوميروس في الإلياذة الصناعات والأواني التي تصنع فيها وقال «لا توجد آنية أخرى تنافسها في جمالها». كان ميناؤها مركزًا مهمًا للتجارة.
وعلى الرغم مرور ما يقارب تسعين عامًا على اكتشاف مدينة اوغاريت، إلا أن عملية التنقيب لم تكشف حتى الآن سوى عن ثلث المدينة، ولا يزال ثلثا المدينة بحاجة إلى كشف؛ إذ أن صعوبة التنقيب في تلك المنطقة تعرقل عملية الكشف عن سائر الآثار.

### السلوقيون وازدهار المدينة

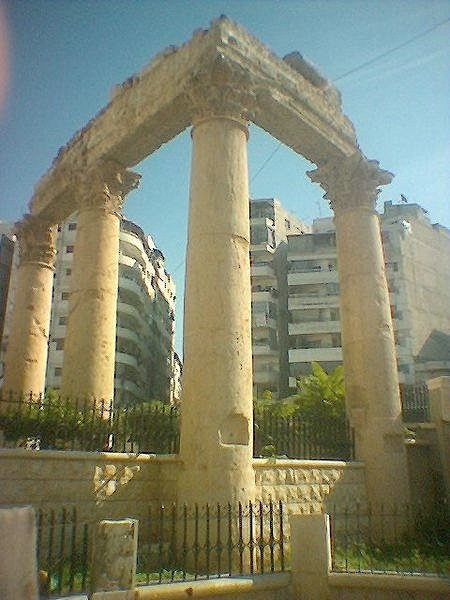
أطلال معبد باخوس، تعود للعهد السلوقي.

دمّرت شعوب البحر، وهي على الأرجح يونانية العرق، أوغاريت وأفقدت اللاذقية استقلالها ورقيّها الحضاري السابق. وتعتبر هذه المرحلة التي امتدت ما يربو على قرن من الزمان من المراحل الغامضة في تاريخ المدينة، تلتها قرابة عام 1100 قبل الميلاد دخول بلاد الشام بشكل عام في حكم ممالك المدن والإمبراطوريات فسيطر عليها الآشوريون ثم البابليون في القرن السابع قبل الميلاد وأخيرًا الفرس بدءًا من القرن السادس قبل الميلاد، وحتى دخول الإسكندر المقدوني إلى سوريا ناقلاً إليها الثقافة اليونانية في القرن الرابع قبل الميلاد. وطوال هذه الفترة، لم يكن للمدينة أهمية تذكر أو نشاطات أو فعاليات حفظها التاريخ لنا، باستثناء جعلها منفتحة على الثقافة الآرامية بدلاً من الحضارة الفينيقية التي اشتهرت بها منذ فجرها. لا تزال آثار الحضارة الآرامية ماثلة في المحافظة من خلال أسماء القرى المشتقة غالبًا من الآرامية أو السريانية بل وبعض المصطلحات في اللهجة الدارجة بين السكان، غير أن التطورات التاريخية اللاحقة جعلت المدينة منفتحة على الثقافة اليونانية ولم تكن الثقافة الآرامية هي المسيطرة كما كان الحال في أغلب مناطق الداخل، وذلك على وجه الخصوص، بدءًا من عام 333 قبل الميلاد، وهو العام الذي أصبحت فيه سوريا تابعة للإسكندر المقدوني بشكل رسمي.
تدين اللاذقية بإعادة إعمارها إلى سلوقس الأول الذي خلف الإسكندر المقدوني في حكم سوريا مؤسسًا الإمبراطورية السلوقية؛ قام سلوقس الأول بتسوير المدينة وشق القنوات المائية لتنظيم تدفق المياه فيها، ورمم تصميمها بحيث تلائم التصميم اليوناني للمدن، كما قام بإعادة تأسيس مرفئها فعادت السفن اليونانية تستعمله بعد أن كان قد تحول إلى مرفأ للصيادين. ويقول الرحالة والجغرافي اليوناني سترابو أن اللاذقية خلال العصر السلوقي كانت من أكبر مدن ساحل البحر المتوسط وأجملها من حيث العمارة، وكان مرفأها ذا شهرة عالميّة، وهو أصل قوة اقتصاد المدينة إلى درجة أنها طبعت في القرن الثاني قبل الميلاد نقودا باسمها. ذكر سترابو أيضًا أن المدينة كانت محاطة بريف خصب غني بكروم العنب على وجه الخصوص التي يصنع منها النبيذ الفاخر ويصدر. وعمومًا فلا تزال بعض آثار العهد السلوقي ماثلة في المدينة حتى اليوم، منها بقايا القنوات المائية وأطلال معبد باخوس إله الخمر عند الإغريق. وفي منطقة الصليبة لا تزال تنتصب أربعة أعمدة بشكل نصف مستطيل مع قوسها مزخرفة بأشكال نافرة من العنب تشير إلى كينونة البناء الأول. هناك أيضًا عدة أعمدة شبيهة بهذه في منطقة الزراعة وفي ساحة أوغاريت وفي حارة العمود قرب الكورنيش الجنوبي، ويقال أن عمود هذه الأخيرة كان برجًا لأحد النسّاك العموديين، وربما يعود للقديس ألكسي.
كذلك فإن اسم اللاذقية الحديث، يدين لسلوقس الأول والذي أسماها لاوديكيا تكريمًا لوالدته، ومن ثم حرّف الاسم في المراحل اللاحقة إلى اللاذقية. لم يبن سلوقس الأول اللاذقية فحسب بل أنطاكية وأفاميا وسلوقية وعددًا آخر من المدن، وتدلّ المجريات التاريخية أن المدينة ألفت مع هذه المدن نوعًا من الاتحاد، وأصدرت معهم عملة واحدة، وقد سمي هذا الاتحاد «الشقيقات الأربع». أصيب السلوقيون أواخر أيامهم بالضعف ما فسح المجال أمام الملك دكران الأرمني لاحتلال بلاد الشام لفترة قصيرة من الزمن، ومن ثم آل حكم المدينة عام 64 قبل الميلاد إلى الإمبراطورية الرومانية.

### العهد الروماني

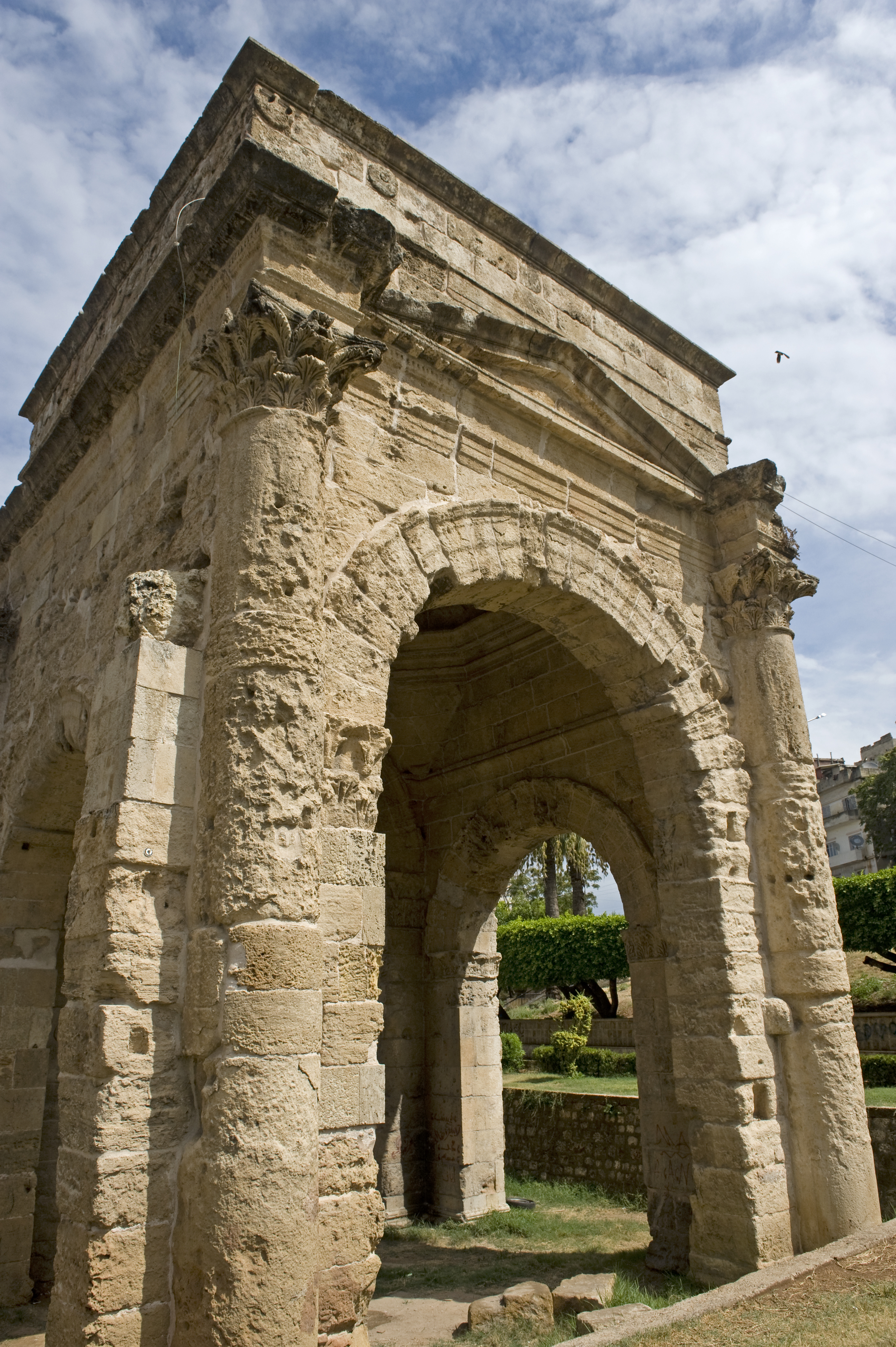
شيّد تخليدًا لانتصار الإمبراطور الروماني سيبتيموس سيفيروس في عام 193 م؛ وهو مبني من الحجر الرملي على شكل مربع بطول ضلع 12 متر وارتفاع 16 متر، تعلوه قبة نصف كروية، في حين زخرفت الوجوه الداخلية والخارجية، منحوتات ونقوش نافرة تمثل شارات النصر، وسيوف وتروس وخوذ ورماح هي عتاد المحاربين خلال الفترة الرومانية.

أصبحت سوريا بدءًا من العام 64 قبل الميلاد جزءًا من الإمبراطورية الرومانية بعد أن فتحها القائد الروماني بومبيوس الكبير مفوضًا من يوليوس قيصر الذي منحها عام 47 قبل الميلاد بضع امتيازات خاصة، لكن اندلاع النزاع بين قادة القيصر بعد مقتله وتنافسهم على السلطة أثر على المدينة سلبيا. ففي عام 44 قبل الميلاد، اندلع القتال بين كاسيوس ومنافسه دوبللا ووقفت المدينة إلى جانب دوبللا، فحاصرها كاسيوس في عام 43 قبل الميلاد، واستطاع احتلالها، فدمر عددًا من مبانيها وأحرق أحياءً بكاملها انتقامًا. لكن كاسيوس فقد المدينة بعد ثلاث سنوات فقط حين استطاع القائد مارك أنطوني السيطرة عليها، ثم أعلنها مدينة معفاة من الضرائب نظرًا لأوضاعها الاقتصادية السيئة، وعندما أعجبه مناخها أقام فيها مدة من الزمن للاستجمام. وزارها عام 20 قبل الميلاد الإمبراطور أوكتافيان وأقام فيها أيضًا. ومع مطلع القرن الأول كانت المدينة قد عادت إلى سابق عهدها من حيث كونها مركزًا تجاريًا مزدهرًا وميناءً نشطًا للاستيراد والتصدير، وفي أواسط القرن الأول دخلتها المسيحية، وكان «لوقيوس» أو لوقا المذكور في سفر أعمال الرسل في الكتاب المقدس أول أساقفتها وهو أحد تلامذة بولس الرسول. تدل الآثار المسيحية التي تعود للحقبة الرومانية ومن ثم الحقبة البيزنطية، كدير الفاروس مثلاً أن المدينة كانت معقلاً قويًا للمسيحية في العهود المبكرة. وإلى جانب المسيحية وبقايا الوثنية، سكنت اللاذقية جالية يهودية كبيرة في القرنين الأول والثاني.
خلال القرن الثاني كانت المدينة تصدر الفضة والبرونز وتربطها علاقات تجارية قويّة مع أغلب مراكز حوض المتوسط التجارية، بيد أنه مع نهاية هذه المرحلة في عام 193 استعر الخلاف بين سبتيموس سيفيروس وبيسينيوس نيجر حول عرش روما. استطاع نيجر احتلال اللاذقية وتخريبها لكن سيفيروس الذي سيغدو الإمبراطور الروماني، هزم نيجر في معركة إيسوس، وأمر بإعادة بنائها، وأمر أن يخلد انتصاره فيها من خلال بناء قوس النصر الذي لا يزال ماثلاً حتى الآن، جاعلاً إياه مركز المدينة، إذ تفرع من القوس شارعان متصالبان كمحورين للمدينة، كما قام بتوسعة المرفأ، ومنحها لقب «متروبوليت» أي «مدينة رئيسية»، ثم أمر بتقديم هبة سنوية من الحنطة لها وأمر أيضًا بتوسعة شوارعها. ويعود للفترة ذاتها بناء المدرج الروماني في جبلة القريبة منها. في القرن الثالث دخلت اللاذقية ضمن حدود مملكة تدمر في عهد ملكتها زنوبيا، غير أن عهد الاستقلال هذا سرعان ما تبدد مع عودة الرومان عام 297 وتدميرهم المملكة خلال عهد الإمبراطور تراجان.
في عام 395 قسمت الإمبراطورية الرومانية وكانت اللاذقية من نصيب الإمبراطورية البيزنطية أو «الإمبراطورية الرومانية الشرقية»، وأدمجت ضمن مقاطعة إدارية أطلق عليها اسم «سوريا الكبرى» كانت عاصمتها أنطاكية. كان للمدينة تاريخ سيء خلال هذه المرحلة مع الكوارث الطبيعية خصوصًا الزلازل، إذ أصابتها ثلاثة زلازل مدمرة أعوام 494 ثم 529 و555، كان أقساها الذي وقع في 2 يناير/كانون الثاني 529 وأدى إلى مقتل سبعة آلاف وخمسمائة من سكانها وتدمير أجزاء كبيرة منها، ما اضطر الإمبراطور جستينان إلى إعفائها من الضرائب لمدة ثلاث سنوات وتقديم مساعدات من روما لإعادة إعمار ما تهدم منها وإرسال معونة حنطة سنوية لسكانها، كما استحدث ولاية جديدة أسماها تيودوريارس، كان مركزها اللاذقية وألحق بها كلا من جبلة وبانياس وسائر الساحل السوري.
يعود للفترة البيزنطية تأسيس عدد من الكنائس الأثرية في المدينة ككنيسة القديس نيقولاوس للروم الأرثوذكس وكنيسة السيّدة العذراء في ساحة أوغاريت وكنيسة مار موسى التي اتبعت الطقس السرياني. كان للمدينة نصيب من الجدال الديني الذي اندلع في المسيحية وأفضى لعقد المجامع المسكونية، فقد اشتهر في المدينة أسقفها أبوليناروس اللاذقي، الذي حُرم وطرد من الكنيسة بسبب آرائه حول طبيعة المسيح، وكذلك الأمر في أعقاب مجمع خلقيدونية انقسمت المدينة كسائر بلاد الشام إلى أسقفيتين؛ الأولى تتبع المجمع، أي الملكيين أو الروم الأرثوذكس، والأخرى للذين رفضوه أي السريان الأرثوذكس، إلا أن الغلبة كانت للقسم الخلقيدوني أي إلى الملكيين.

### الممالك الإسلامية
استطاع القائد المسلم عبادة بن الصامت فتح اللاذقية عام 637 سلمًا دون قتال كأغلب المدن الشاميّة، وضمت المدينة إلى جند حمص، غير أنها عادت إلى حكم البيزنطيين عام 705 من خلال المردة الذين سيطروا على المنطقة الممتدة بين جبل الأقرع شمالا وحدود فلسطين، وبعد أن خرجوا منها من خلال اتفاق بين الإمبراطور والخليفة الوليد بن عبد الملك، أعادوا الكرة عليها في عام 718 ودمرّوا القسم الأكبر من عمرانها، فأمر عمر بن عبد العزيز بإعادة بنائها وتسويرها. بيد أنه ولكونها واقعة على الحدود فقدت أهميتها التجارية والاقتصادية وانزوت أخبارها حتى نكاد لا نعرف من أخبارها في القرن الثامن والقرن التاسع إلا النذر اليسير. في عام 809 تعرضت المدينة لزلزال أتى على أغلب عمرانها. ومع قيام الدولة التنوخية التي شملت حدودها جميع الساحل الشامي والمناطق الداخلية حتى معرة النعمان زارها وسكن بها عدد من رجال الدولة والأمراء، وزارها الشاعر أبو الطيب المتنبي وكانت ذات علاقة طيبة مع الدولة الحمدانية في حلب. سيطر البيزنطيون على المدينة عام 970 للمرة الثالثة منذ دخولها في حدود الممالك الإسلامية، ولكن  الفاطميين استعادوها مجددًا عام 980 بعد القضاء على الحامية البيزنطية الكبيرة فيها. عاد التنوخيون لحكم اللاذقية مع بداية القرن الحادي عشر. ظل حكم التنوخيين حتى دخلها السلاجقة عام 1086، الذين كانوا قد أسسوا دولتهم عندما استنجد الخليفة القائم بأمر الله بهم لردع البويهيين في بلاد فارس عام 1055. قضى السلاجقة على الأمراء التنوخيين رغم مساندة هؤلاء للسلاجقة في حروبهم ضد البويهيين. وخلال تلك الفترة، كانت اللاذقية قد خضعت عام 1074 للحكم البيزنطي لفترة وجيزة. لم يطل حكم السلاجقة في المدينة إذ خرجوا منها نهائيًا عامَ 1098م مع قدوم الصليبيين.

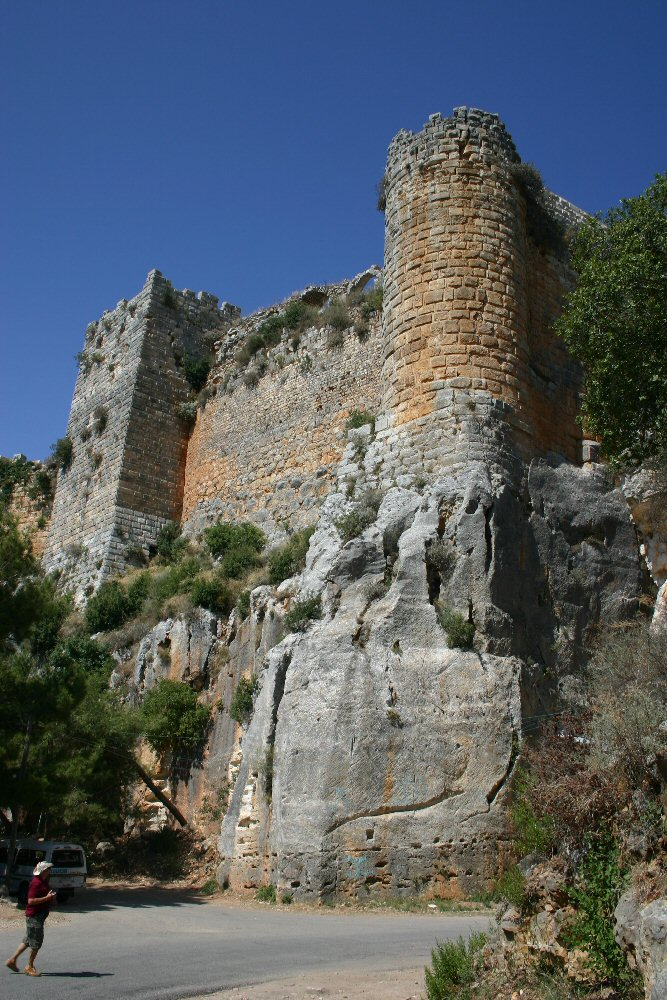
قلعة صلاح الدين الأيوبي على بعد حواليْ 30 كم من اللاذقية، حررها صلاح الدين من الصليبيين (1188)، ولا تزال بحالةٍ جيدة.

بدأ الصليبيون غاراتهم على اللاذقية يوم 17 أغسطس/آب 1097 وكانت غارة بحرية قادمة من قبرص ومكونة من ثمان وعشرين سفينة، وغدت المدينة مسرحًا للخلافات بين الأمراء الصليبيين أنفسهم والإمبراطورية البيزنطية حول أحقية حكمها خصوصًا أن البيزنطيين احتلوا بانياس على مقربة منها نحو الجنوب ثم سيطروا على المدينة نفسها. في عام 1099 قام بوهيموند الأول بحصار المدينة وبعده بعدة أشهر قام عمّه تانكرد بفتح اللاذقية وإجلاء البيزنطيين منها واستمرّ حصارها ثمانية عشر شهرًا ولم ينته حتى عام 1103. لم تتوقف مطالبة البيزنطيين بالمدينة وغاراتهم عليها، واستطاعوا احتلالها لفترات قصيرة غير أنهم لم يتمكنوا أبدًا من احتلال قلعتها. انتهى الصراع على المدينة عام 1108 حين توصل أمراء أنطاكية وطرابلس والإمبراطور البيزنطي إلى اتفاق يقضي بفصل منطقة اللاذقية إلى قسمين؛ الشمالي منه يتبع إمارة أنطاكية ويشمل المسافة الواقعة بين أنطاكية وبانياس ومن ضمنها المدينة، على أن يكون ما هو جنوب بانياس من نصيب إمارة طرابلس، وتم إرضاء الإمبراطور بمنحه حق التجارة البحرية فيها وفي مينائها لقاء خدمات جيش أنطاكية له.
دعيت اللاذقية لاليش وقسّمت إلى ثلاث مناطق، وبنى الصليبيون فيها ثلاث قلاع وسوراً كبيراً لتحصينها. لم يبق من هذه الآثار اليوم سوى بعض الأطلال، كذلك فقد اعتنوا بمرفئها ورصفوه بالحجارة البيضاء، واستوطنوا في بعض أحيائها غير أن تركيبتها السكانية لم تتغير فظلّت غالبية السكان من المسلمين مع أقلية من الروم الأرثوذكس إضافة إلى الوافدين الفرنجة. في عام 1126 كانت المدينة جزءًا من مهر الأميرة أليس ابنة بالدوين الثاني ملك القدس، وقد تبرعت الأميرة بعدد من الأبنية للإسبتارية فغدت المدينة القاعدة الرئيسية لهم في الساحل السوري. هاجم عماد الدين زنكي عام 1136 المدينة وقتل سبعة آلاف من ساكنيها -على ما قيل- وأسر عددًا من جنود حاميتها. أعاد ابنه نور الدين زنكي الكرة عام 1171. أصيبت المدينة بزلزالين مدمرين عامي 1157 و1170. وعلى الرغم من كون مرحلة الحروب الصليبية مرحلة حروب مستمرة، إلا أن اللاذقية غدت خلالها مركزًا تجاريًا مهمًا خصوصًا مع إيطاليا، ودخلت العديد من المفردات الإيطالية إلى اللهجة المحكية في المدينة، وغدا اسمها مدينة التجار، لكثرة التجار والأعمال التجارية التي قامت فيها خلال هذه الحقبة. في 23 يوليو/تموز 1188، استرجع صلاح الدين الأيوبي المدينة بعد حصار دام شهرًا، وسلّم شؤون إدارتها إلى ابن أخيه الملك المظفّر تقي الدين عمر؛ وبعيد وفاة صلاح الدين عام 1192 دبّ الخلاف بين أولاده السبعة عشر حول تركة أبيهم، فأصبحت اللاذقية إثر ذلك ومنذ عام 1193 تحت حكم الملك الظاهر غياث الدين الغازي ثم آلت لحكم الملك الظاهر عام 1197 ثالث أبناء صلاح الدين وملك حلب، وهو من أمر أن يبنى فيها عام 1211 الجامع الكبير الذي لا يزال شاهدًا على تلك الحقبة حتى أيامنا هذه. وفي عام 1123 سيطر الصليبيون على المدينة من جديد وطردوا الأيوبيين منها. في 22 مارس/آذار 1287 أصيبت المدينة بزلزال عنيف دمّر أغلب مبانيها وخزانات مرفئها، فاستغل الناصر قلاوون ذلك لفتحها في 20 أبريل/نيسان 1287، فدخلت المدينة ضمن حدود دولة المماليك. وقد جنبها وجودها تحت الحكم الصليبي خلال منتصف القرن الثالث عشر الاجتياح المغولي الذي دمّر بغداد وحلب ودمشق وعددًا من المدن الشاميّة الأخرى.
خلال الحكم المملوكي ألحقت اللاذقية بنيابة طرابلس التي استحدثت عام 1289، وكانت تشمل الساحلين السوري حتى عكا، وكان يرأس كل نيابة نائب السلطان الذي هو أشبه بسلطان مصغر. في عام 1324 حاصرها الصليبيون من جديد قادمين من قبرص إلا أنهم فشلوا في احتلالها رغم تهديم عدد من مرافقها الهامة، وستنتظر المدينة قرنًا ونصف من الزمان أي حتى عام 1477 ليزورها السلطان أبو النصر الأشرف قايتباي فوجد أن بعض أبنيتها لا يزال متهدمًا فأمر بترميمها، وكذلك شيّد فيها الحمامات العامة والجامع المنصوري والمدرسة الخاصة بتعليم الصوفية، كما أمر بتوسعة المرفأ فأصبح يتسع لسبع سفن في آن واحد. حسب ما ورد عن الرحالة، فإن المدينة كانت حينها تعاني من الجفاف وذلك أدى إلى اختفاء الأشجار منها واستعمال الصهاريج في عمليات الري. وأخيرًا دخلت المدينة ضمن سلطة الدولة العثمانية سلمًا عام 1516 في أعقاب معركة مرج دابق.

### العهد العثماني

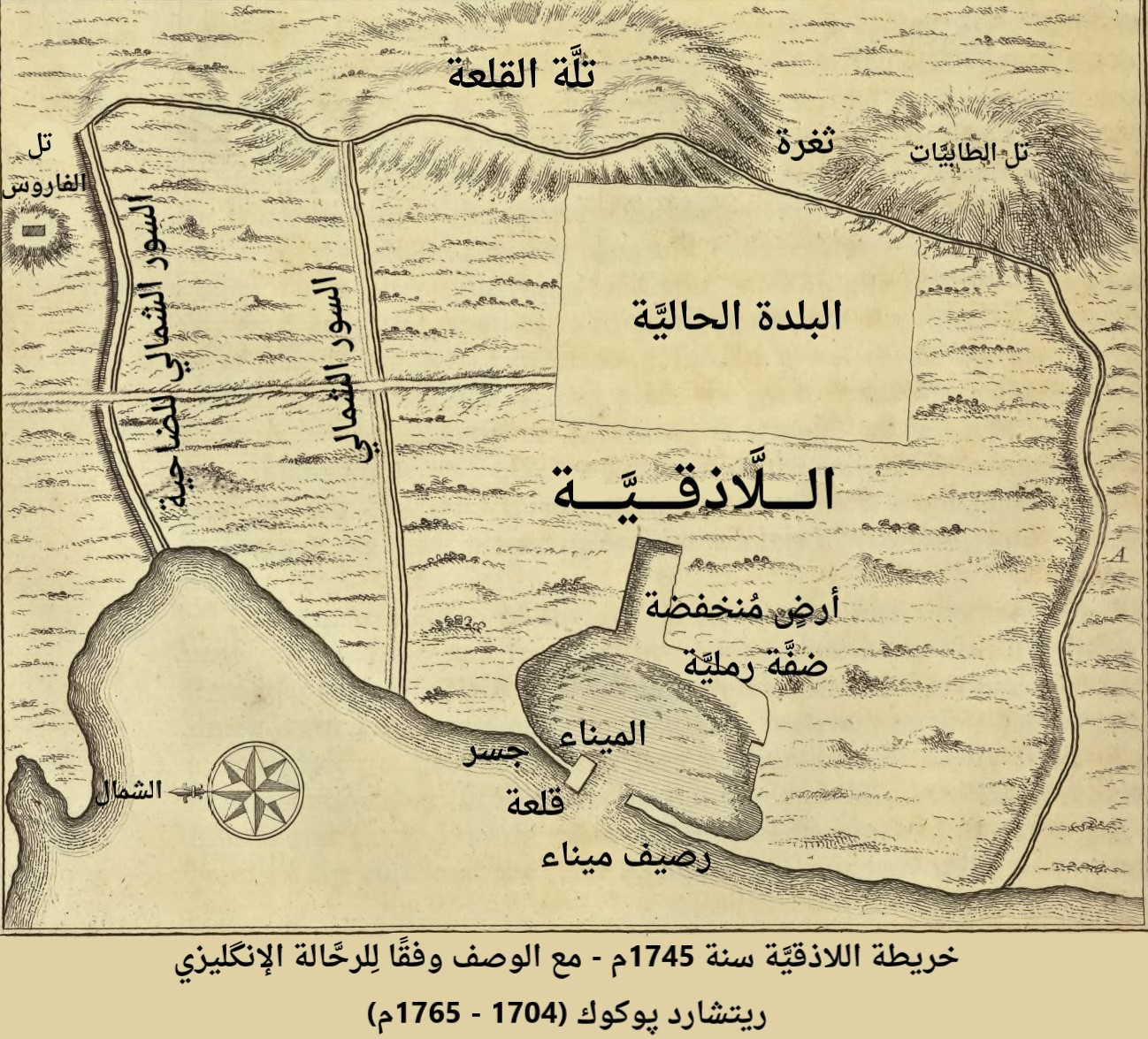
نسخة مُعرَّبة عن أصلٍ يعود لِسنة 1743م، تُصوِّرُ موقع المدينة العام.

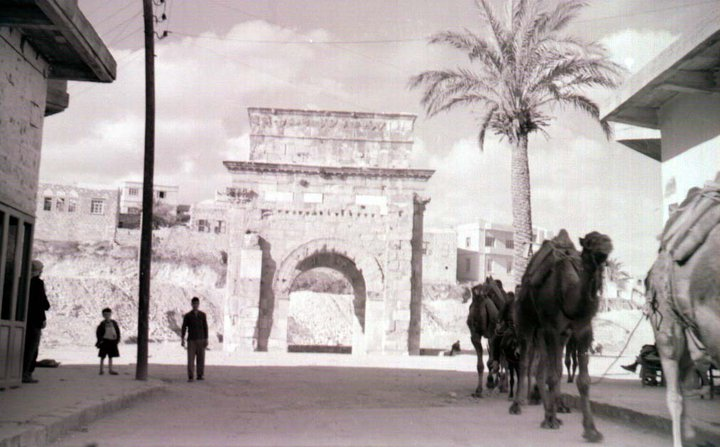
قوس النصر في منطقة الصليبة بداية القرن العشرين.

كانت المدينة تتبع ولاية طرابلس العثمانية ثم ولاية بيروت، ودخلت ضمن حدود إمارة فخر الدين المعني الثاني عام 1606، فشهدت نوعًا من الانتعاش الاقتصادي كان قد بدأ أواخر القرن السادس عشر، عندما قام الأمير علاء الدين بتشييد عدد من الخانات والمساجد والحمامات العامة فيها، لكن حكم فخر الدين لم يستمر طويلاً، وعادت المدينة إلى الحكم العثماني المباشر بعد زوال الدولة المعنية عام 1635.
وعندما ربطت الامبراطورية العثمانية نفسها مع الأوروبيين بمعاهدات اقتصاديّة، حولت أسواق الامبراطورية إلى مكان لتصريف المنتجات الأوروبية، وكانت اللاذقية ضمن ضحايا تلك السياسة فأسس الأوروبيون أول متجر لهم في المدينة عام 1688. وعندما أصبح أرسلان باشا واليًا على طرابلس في الهزيع الأخير من القرن السابع عشر، عهد شؤون الولاية الشمالية إلى أخيه قبلان مطرجي، الذي نقل مركز الإمارة الشمالية من جبلة إلى اللاذقية، فساعد ذلك على نمو المدينة. شهدت المدينة عام 1712 هجومًا من القراصنة على سواحلها، فأسروا عددًا من أبنائها وباعوهم كرقيق في الجزائر. ومن المعروف أنه وحتى العام 1724 لم يكن في المدينة أية مدرسة ابتدائية أو ثانوية، إنما كان العلم مقتصرًا فقط على الكتاتيب في المساجد، حيث يقتصر التعليم على القراءة والكتابة ومبادئ الحساب. في عام 1737 ثارت المدينة على حاكمها ياسين بيك ابن إبراهيم العظم، وبدءًا من عام 1744 أخذ اقتصاد المدينة بالانتعاش بسبب تصدير التبغ إلى مصر وأوروبا، حيث غدى «التبغ اللاذقاني» ذا شهرة واسعة على ما نقله الرحالة الفرنسي فولينه الذي كتب أن عشرين سفينة فرنسية كانت تأتي سنويًا لنقل التبغ اللاذقاني نحو الغرب.
وفي عام 1759 أصيبت المدينة بوباء الطاعون الذي أتى على آلاف من سكانها، وكذلك فقد كان للمدينة موعد مع زلازل كبيرة أعوام 1796 و1811 و1822، وقد تناقل الأهالي هذه الأحداث بواسطة الذاكرة الشعبية. ومن الشائع أن هذه الزلازل قد سببت انشقاق الأرض وانقلاب أحياء بكاملها. في عام 1726 تمت إعادة بناء الجامع الجديد الذي لا يزال قائمًا إلى اليوم بأمر من والي طرابلس، وكذلك شهد عام 1721 ترميم عدد كبير من مساجد المدينة وكذلك كنيستين من كنائسها.
في العام 1825 بني مسجد السوق وفي عام 1832 دخلت المدينة ضمن حكم إبراهيم باشا ابن محمد علي باشا ورغم أن حكمه للمدينة لم يستمر سوى أقل من عشر سنوات، إلا أنه أبدى اهتمامًا خاصًا بها، فأقام فيها ثكنة عسكرية وعيّن عليها مديرًا مرتبطًا به مباشرة. وبعد خروج الحكم المصري وعودة المدينة إلى حضن العثمانيين أعلنتها الحكومة قائممقامية عام 1834 وقسّمت القائممقامية إلى أربعة أقضية يرأس كل قضاء مدير، وقد تبعت لوالي طرابلس. في عام 1874 أسس تجار المدينة شركة «مؤسسة تبغ اللاذقية» وأعلنت الدولة العثمانية حصر التبغ في المدينة، ثم أسست «خان الدخان» عام 1892 ليكون مقرًا للشركة، وقد غدا الخان مقر الحاكم العسكري الفرنسي ثم متحف المدينة الوطني بعد الاستقلال.
أصيبت المدينة بوباء الكوليرا أو ما كان يعرف وقتذاك الهواء الأصفر العام 1848، لكن الأوضاع أخذت تتحسن بعد ذلك، فأنشئت مدارس ابتدائية وإعدادية في المدينة عام 1859، ودخلها الهاتف عام 1862 والتلغراف عام 1863 من خلال ربطها مع كل من طرابلس وحلب وإسطنبول. ثم تمّ توسيع السوق عام 1865، وربطت المدينة مع قبرص هاتفيًا من خلال سلك تحت الماء عام 1872، ما أوجب وجود مترجمين في مراكز البريد والتلغراف فيها، وباستثناء انتقال أحداث فتنة 1860 بين المسيحيين والمسلمين إليها، فلم يوجد ما يعكّر صفو النصف الثاني من القرن التاسع عشر. يذكر التاريخ أن سكان المدينة قد عاشوا أربعين يومًا في الحقول والعراء إثر تخوفهم من زلزال كاذب في آذار/مارس 1872 ثم في نيسان/أبريل من العام نفسه، لكن شيئًا لم يحدث، وإنما الذي حدث، هو انتشار وباء الكوليرا من جديد عام 1875 حتى اضطر سكان المدينة إلى هجرتها نحو القرى المجاورة خوفًا من العدوى أو الموت، إذ كان عدد حالات الوفاة اليومية يقدر بثلاث إلى خمس حالات.
شهدت المدينة أول إحصاء سكاني عام 1880، أظهر أن عدد سكانها حوالي عشرة آلاف نسمة، ثم شهد عام 1893 إحصاءً ثانيًا أظهر أن عدد سكانها قد ارتفع إلى اثنين وعشرين ألف نسمة، وشهد عام 1895 افتتاح أول مدرسة ثانوية في المدينة. وحوّلت المدينة إلى متصرفية عام 1908 إثر انقلاب حزب الاتحاد والترقي. ومع بداية القرن العشرين، أطلقت في المدينة أول صحيفة منها كانت تدعى «اللاذقية» تلتها صحيفة «المنتخب» عام 1910 و«أبو النوّاس» عام 1911. كان آخر حاكم عثماني على اللاذقية رشيد بك طليع، إذ احتلت الجيوش الفرنسية اللاذقية خلال عهده، وكان ذلك في 5 نوفمبر/تشرين الثاني 1918.

### التاريخ الحديث

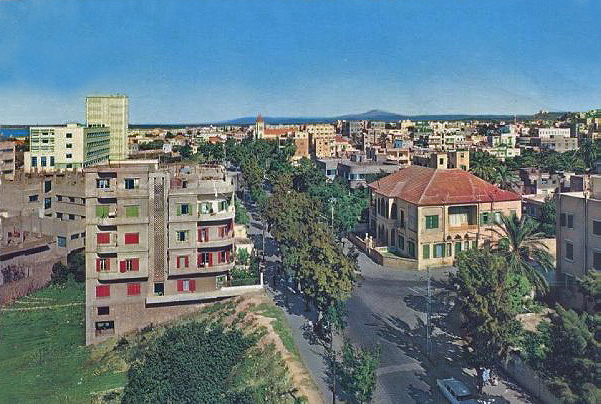
منطقة الصليبة تحديدًا بنك الدم- شارع بغداد، كما كانت تبدو عام 1970.

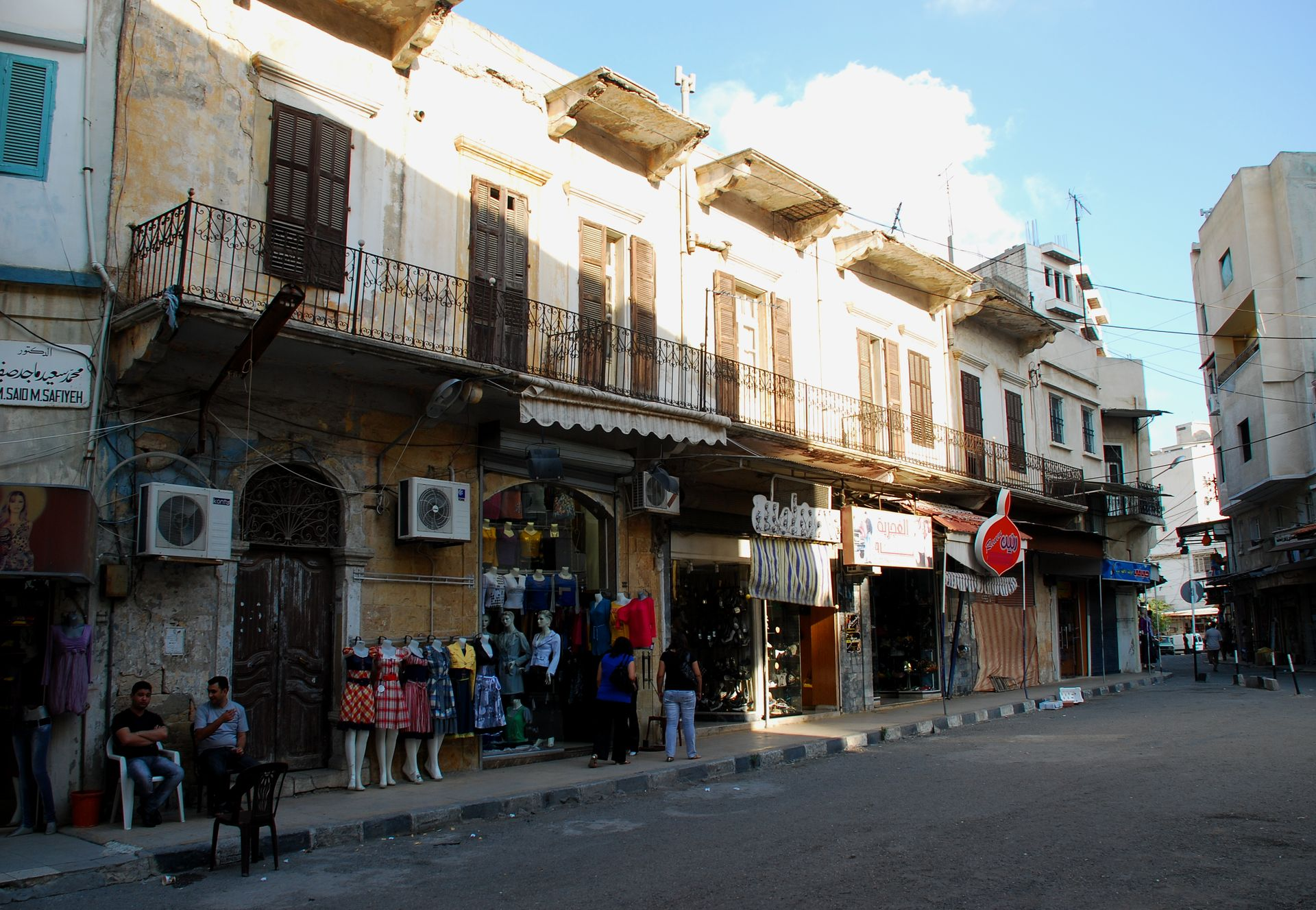
السوق القديم في منطقة العوينة.

بعد خروج العثمانيين خضعت المدينة للحكم الفرنسي المباشر، ورغم أنها شكليًا اعتبرت جزءًا من المملكة السورية العربية في دمشق ومثلت في مجلسها النيابي بستة مقاعد إلا أن سلطة المملكة لم تكن موجودة على أرض الواقع. بعد سنتين وإثر سقوط المملكة السورية وقيام الانتداب الفرنسي على سوريا ولبنان أعلن الجنرال هنري غورو في 31 أغسطس/آب 1920 ميلاد دولة العلويين ومن ثم حوّل اسمها إلى «حكومة اللاذقية» مع وضعها تحت الإدارة المباشرة الفرنسية. بلغت مساحة هذه الدولة 7000 كم2 وعدد سكانها 300,000 نسمة، وشملت إضافة إلى اللاذقية الأقضية التي كانت تابعة لها زمن العثمانيين أي الحفة وجبلة وبانياس، ومناطق كانت سابقًا تابعةً لطرابلس أي تلكلخ وصافيتا وطرطوس وجزيرة أرواد. ولكي يتناسب الاسم بشكل أكبر مع المضمون، فصل لواء جسر الشغور عن حلب ولواء مصياف عن حماة لكونهما ذوي غالبية علويّة وألحقا بالدولة التي لم تشمل لواء إسكندرون رغم أنه ذو غالبية عربية بسبب مطالبة تركيا به. ظلّت الدولة تحكم بشكل مباشر من قبل الفرنسيين ولم يوضع لها دستور محدد، غير أن الحاكم الفرنسي الجنرال نيجر أنشأ مجلسًا تمثيليًا له صلاحيات المجلس النيابي مكون من سبعة عشر عضوًا منهم عشرة علويين وثلاثة سنّة وثلاثة مسيحيين وإسماعيلي واحد. في الدورة الأولى للمجلس التمثيلي عيّنت فرنسا جميع النوّاب لكن في الدورات اللاحقة عيّنت الثلث وانتخبَ الثلثان.

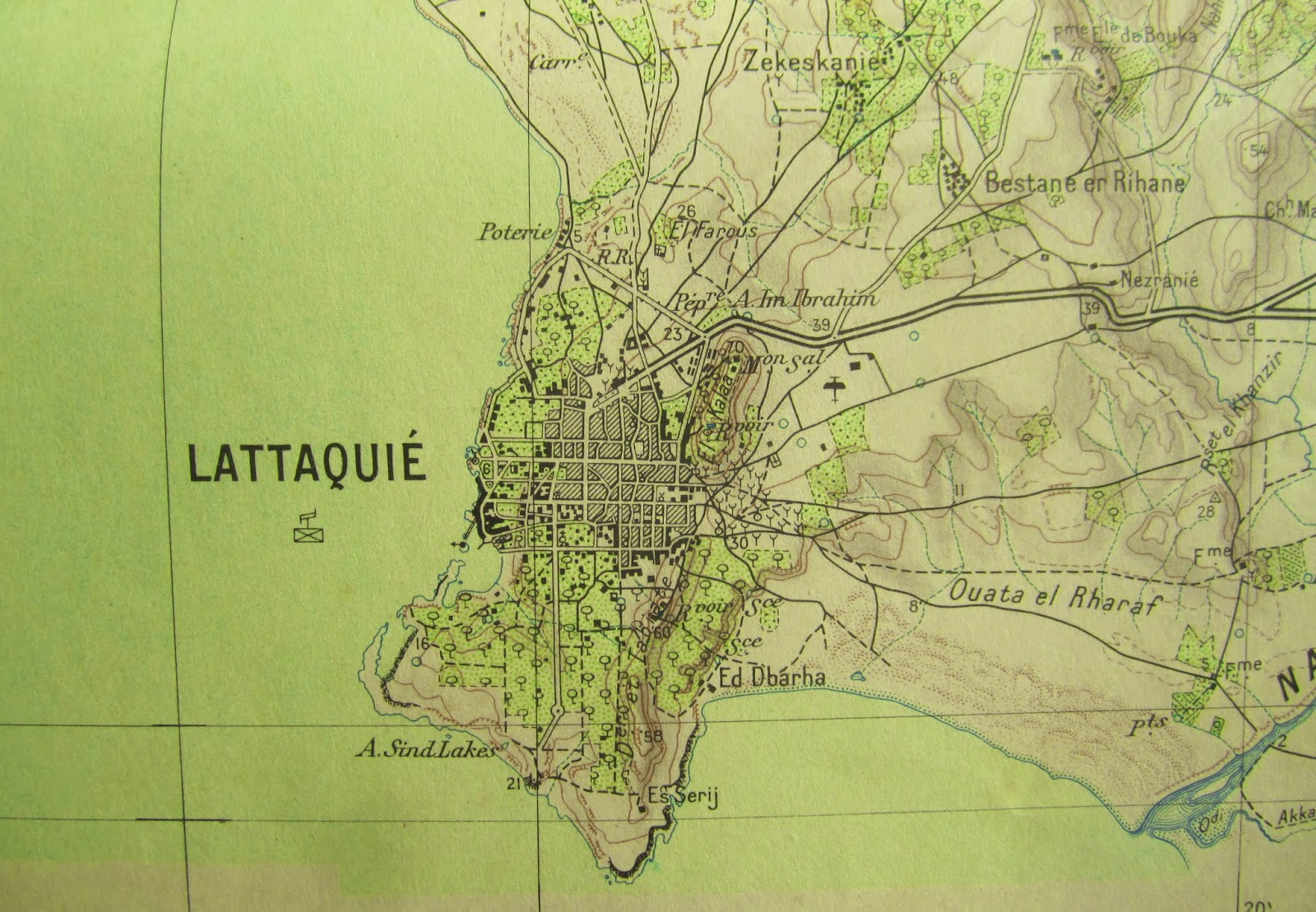
خريطة لمدينة اللاذقية سنة 1927م رُسمت في أثناء لانتداب الفرنسي.

في 28 يونيو 1922 أعلن هنري غورو ميلاد «الاتحاد السوري» بين حكومات دمشق وحلب واللاذقية بعدما لمس رغبة الشعب العارمة باستعادة الوحدة. عيّن المفوض الفرنسي مجلسًا تأسيسيًا من خمسة عشر عضوًا؛ خمسة أعضاء عن كل دولةٍ مهمتها انتخاب رئيس الدولة والإشراف على عمل الوزارة التي سيشكلها وقد مثّل مدينة اللاذقية في المجلس إسحق نصري وعبد الواحد هارون. في 5 ديسمبر 1924 أعلن الجنرال غورو حل الاتحاد وإقامة الوحدة بين حكومتي دمشق وحلب فقط مع بقاء حكومة اللاذقية مستقلة، وبعد أقل من شهرين في 15 يناير 1925 عيّن الجنرال سراي مفوضًا ساميًا جديداً الذي صرح في 19 يناير أن أبناء الدولة السورية وكذلك حكومتي اللاذقية وجبل العرب هم من وجهة النظر الخارجية من «التابعية السوريّة». جاء تصريحه في أعقاب تصاعد المطالب المنددة بالانفصال ومن أبرزها «حزب الاستقلال»، وعلى أرض الواقع فإن أحدًا لم يؤيد حكومة اللاذقية المستقلة عدا بضعة زعماء عشائر علويّة، بينما وقف أغلب الشعب بجميع أطيافه ضدها، ويذكر في هذا الصدد صالح العلي وأنصاره العلويون الذين قادوا ثورة مسلحة ضد فرنسا لمدة أربعة أعوام.
أخيرًا في 5 ديسمبر/كانون الأول 1936 أعيدت حكومة اللاذقية إلى سوريا مع احتفاظها باستقلالها المالي والإداري، ثم قرر نواب المحافظة التخلي عن هذا الاستقلال المالي والإداري، وأصدرت الحكومة برئاسة جميل مردم بك خلال رئاسة هاشم الأتاسي قرارًا بتعيين مظهر أرسلان أحد أركان «الكتلة الوطنية» كأول محافظ على المدينة بدلاً من الحاكم الفرنسي شلوفر الذي تحّول لقبه إلى المفوّض السامي فيها. إثر عدم تمرير فرنسا للمعاهدة السوريّة-الفرنسيّة (1936) -الناظمة للعلاقة بين الدولتين والتي تنصّ على استقلال منقوص لسوريا- أعادت فرنسا استقلال حكومة اللاذقيّة: عمّت الإضرابات والعصيان المدني في 6 فبراير 1939 ثم في يونيو 1939 بسبب قضيتي «لواء إسكندرون» والاستقلال، وعادت المفاوضات مع فرنسا حول الوحدة، وأخيرًا أعيدت الوحدة مع إعلان استقلال سوريا في 20 ديسمبر 1942، ثم زارها (19 مارس-23 مارس 1944) الرئيس شكري القوتلي، ليكون أول رئيس يزور المدينة في التاريخ الحديث وأول حاكم لسوريا يزورها منذ أن زارها السلطان الأشرف في القرن الثالث عشر. تركزت المظاهرات خلال تلك الفترة حول موضوع جلاء الجيش الفرنسي عن سوريا، وفي 5 يوليو 1945 اندلعت احتجاجات مسلّحة ضد الوجود الفرنسي في المدينة بفعل الغضب المتفاقم من العدوان الفرنسي على البرلمان السوري (29 أيار 1945) أدت إلى مقتل عشرين شخصًا وجرح حوالي السبعين. في 21 يوليو 1945 قرر مجلس المدينة في خطوة تحدٍّ لفرنسا إعادة تسمية الشوارع بأسماء عربية بدلاً من أسمائها الفرنسية والعثمانية وهي الأسماء التي لا تزال مستعملة حتى اليوم، أدّت الثورة إلى جلاء جزئي للجيش الفرنسي عن المدينة في 5 أغسطس 1945 ثم جلاءه الكامل في 21 مارس 1946، وقد استكملت سوريا جلاء القوات الفرنسية عن أراضيها في 17 أبريل 1946.
بعد الاستقلال صدر مرسوم تأسيس شركة مرفأ اللاذقية العام 1950 ووسّع عامي 1956 و1975 ما ساهم في جذب رؤوس الأموال وزيادة عدد سكان المدينة، حتى بلغ 45000 نسمة العام 1948، واضطرت الحكومة لحفر آبار ارتوازية لتأمين مياه الشرب مع تزايد عدد السكان، وذلك عامي 1953 و1963 ثم أنشئ عام 1971 سد نهر السن الذي يؤمن الماء للمدينة حتى اليوم؛ وبنتيجة توسعها شملت المدينة العديد من القرى التي كانت خارج حدودها الإدارية في السابق كقنينص والبساتين، وفصلت عنها محافظة طرطوس العام 1966؛ ثم صدر مرسوم تأسيس جامعة تشرين الحكومية عام 1971 وبدأ الدوام فيها عام 1973، كذلك فقد تم ربطها بدءًا من 16 نوفمبر 1975 بأطول خط سكة حديد في سوريا يتجه من دمشق نحو حمص واللاذقية فالقامشلي، ووضع عام 1950 أول مخطط تنظيمي للمدينة عدّل ثلاث مرّات خلال عقد الستينات فقط نتيجة تطور المدينة وزيادة مشاريعها العمرانية والتجارية.
من ناحية الحروب والمعارك فقد نشبت قبالة شواطئ المدينة معركة اللاذقية البحرية بين الجيش السوري والجيش الإسرائيلي عام 1973، والتي أفضت لغرق خمسة سفن حربية سوريّة.

## سكان المدينة

### التوزع الديموغرافي
| السنة | السكان  |
| ----- | ------- |
| 1905  | 25,000  |
| 1932  | 24,000  |
| 1943  | 36,000  |
| 1957  | 56,000  |
| 1970  | 126,000 |
| 1987  | 241,000 |
| 1994  | 303,000 |
| 2009  | 650,558 |

بالنسبة للتوزع العرقي والإثني للسكان، فغالبية السكّان من العرب السوريين إلى جانب وجود نسب قليلة من المجموعات العرقية كالتركمان والأكراد والسريان والأرمن التي يبلغ عدد أفرادها، هناك أيضًا مجموعة صغيرة من ذوي الأصول اليونانية. في أعقاب حرب 1948 أقيم في المدينة وحتى اليوم مخيم للاجئين الفلسطينيين تشرف عليه وكالة غوث اللاجئين وهو من المخيمات الصغيرة الحجم ويبلغ عدد قاطنيه 6,500 وهي يعتبر من المخيمات غير الشرعيّة أقيم بحكم الأمر الواقع عام 1956 وأغلب قاطنيه تعود أصولهم ليافا والجليل، وبنتيجة توسعات المدينة فقد غدا المخيم جزءًا منها غير أنه لا يزال ذو حدود واضحة.
يتكلم السكّان اللغة العربية وفق اللهجات الشامية وتتخصص المدينة بنوع من اللهجة الشامية هو اللهجة الساحلية، عمومًا فإن انتشار هذه اللهجة يرتكز بشكل مكثّف في بعض المناطق كحي الصليبة، وترتكز اللهجة بمطّ الألف أو قلبها واوًا في بعض الألفاظ.
شهدت اللاذقية ازدهارًا ديموغرافيًا كبيرًا ونموًا سكانيًا مطردًا منذ بداية القرن العشرين وتسارع النمو السكاني في أواسط القرن بسبب تزايد أهمية المدينة وتوسع سوق علمها؛ شكلت الهجرة من الريف عماد التوسع؛ ولايزال حتى يومنا هذا قسم كبير من سكان المدينة قيودهم في سجلات الدولة الرسمية في القرى والبلدات المحيطة باللاذقية؛ إن هذا من شأنه أن يعيق عمليات الإحصاء السكاني أو وضع عدد دقيق للسكان أو نسب محددة لتوجهاتهم.

### مشاكل المدينة

جزء من الكورنيش الجنوبي.

كعدد كبير من مدن سوريا والشرق الأوسط عمومًا تعاني اللاذقية من التلوث، على رأسها تلوث الهواء من تأثير عوادم السيارات، كما تقول لمى الأحمد مديرة البيئة في المدينة، هناك أيضًا التلوث الناجم من مخلفات المصانع خصوصًا الحديد والإسفلت وزيت الزيتون في ضواحي المدينة فضلاً عن التلوث الناجم عن المبيدات الحشرية، أغلب هذا التلوث يؤثر بشكل غير مباشر على المدينة، فهو مثلاً يهدد منابع نهر السن المصدر الرئيسي لمياه الشرب فيها. ثالث المشاكل الازدحام المروري والاختناقات التي تحصل في ساعات الذروة، إلى جانب اختفاء المرائب الخاصة أو العامة في المدينة بحيث توضع السيارات غالبًا أمام البناء، قال مدير مجلس المدينة أنه سيسعى إلى استحداث مرائب عامة وخاصة بهدف تقليل انتشار هذه الظاهرة، إلى جانب قوله بأنه سيعمل على توسيع الطرق المحوريّة الهامة التي تقع الاختناقات فيها كساحة عدن وشارع المغرب العربي وشارع الثامن من آذار.
أبرز المشاكل، وكعدد المدن السوريّة، فإن أطراف المدينة تتكاثر بها الأبنية العشوائيّة الغير خاضعة لمخطط التنظيم الإداري للمدينة كأحياء قنينص والرمل الفلسطيني وبعض مناطق سكنتوري، تعاني مناطق العشوائيات من الإهمال إن كان بالطرقات أو دراسة قابلية البناء أو تخديم المنطقة بشكل عام، وكأمر واقع فإن أسعار الشقق السكنية في هذه المناطق هي ثلث أسعار سائر مناطق المدينة وغالبية سكانها من صغار الكسبة سواءً عملوا في القطاع العام أو القطاع الخاص؛ ارتفاع أسعار العقارات في المدينة في أعقاب لجوء عدد كبير من العراقيين إلى سوريا إثر الغزو الأمريكي أفضى إلى عدم عودة الأسعار إلى ما كانت عليه مطلقًا وولد شغورًا بحوالي خمس وعشرين ألف شقة فارغة لا طلب عليها بسبب عدم توفر السيولة النقديّة للمواطنين، في ظل غياب مشاريع حكوميّة أو خاصة لسكنٍ بأسعار مخفضة، ما دفع العديد من الأزواج للإقامة في الأرياف المخدّمة قرب المدينة، وكذلك حال العمالة الوافدة من الداخل السوري:
هناك ظاهرة لافتة في الساحل السوري من ناحية انتشار العمران، إن من ينظر من نافذة طائرة محلقة فوق المناطق الساحلية في سوريا، سوف يدهشه منظر انتشار العمران، حتى ليكاد يتخيل نفسه أمام مدينة واحدة لا مدن متناثرة متباعدة عن بعضها البعض. هنا تحولت المدن إلى مراكز أخطبوطية، وذلك من جراء انتشار العمران على طول الطرق الممتدة منها إلى الريف. فكل مدينة في الساحل السوري أصبحت تتكون من مركز (جسم الأخطبوط) وأذرع ممتدة خارجها باتجاه الريف، وتنطبق الظاهرة نفسها على التجمعات السكانية في الريف من القرى والبلدات. هذه الظاهرة سوف تستمر في المدى الاستشرافي، بحيث تتشكل ما يمكن تسميته بالمدن المنتشرة، بدلاً من المدن المجمعة، وسوف يتغير مفهوم المدينة كثيرًا في المستقبل، في الساحل السوري، بحيث يتحول الساحل كله إلى مدينة، تشكل حقول الريف حدائقها.

### الديانة

مئذنة مسجد عمار بن ياسر، في اللاذقية عند الغروب

كانت اللاذقية مدينة سنيّة من الناحية التاريخية، أدّت هجرة المواطنين من الريف إلى المدينة للتعلم و العمل و تحسين الوضع المعيشي إلى انتقال الكثير من العلويين من المناطق الريفية إلى المدينة. وفقاً لمعهد واشنطن لسياسة الشرق الأدنى اعتبارًا من عام 2010، وهو العام الأخير الذي تتوفر فيه أرقام إحصائية موثوقة، بلغ عدد سكان اللاذقية حوالي 400,000 نسمة، وشكٌل المسلمون أغلبية سكان المدينة مع حوالي 90% من مجموع السكان، المدينة بحد ذاتها ذات غالبية سنيّة بينما محيطها وتوسعاتها ذات غالبيّة علويّة، أما في مدينة اللاذقية فشكّل المسلمون السنة حوالي 50% والعلويون حوالي 40% والمسيحيون حوالي 10%، أما محافطة اللاذقية بحسب رأي إيفان مانحيم أحد الباحثين الإمريكيين فإنه مع التقريب تبلغ نسب التوزع الطائفي فيها، 70% للطائفة العلويّة، بينما المسيحيون 14% والسنّة 12% حيث يتركز السنّة عند الساحل والعلوية في الجبال أما سائر الأقليات الإسلامية كالإسماعيليين فيشكلون حوالي 2%. والإحصاء الوحيد الذي لحظ التوزع الطائفي يعود لعام 1932 وهو يشمل دولة اللاذقية برمتها. تؤدي الفرق الإسلامية شعائر العبادة في المساجد نفسها في المناطق المختلطة، وبغض النظر عن بعض التشنج في الخطاب الطائفي الذي رافق الاحتجاجات السورية 2011 فإن المدينة لا تعاني من توتر طائفي. يتركز العلويون في ضواحي المدينة الشمالية والشرقية، في حين يتركّز السنّة في وسطها وفي الضاحية الجنوبية «الرمل الفلسطيني»، وهي المنطقة الأفقر في المدينة. ويعيش المسيحيون في ما يُعرف بحي «الأمريكان» الذي سُمّي على هذا النحو تيمّناً بالمدرسة البروتستانتية التي أنشأتها المبشرون الأمريكيين.
أهم المعالم الإسلامية في المدينة تتمثل بالمساجد القديمة التي ترقى للحقبتين المملوكية والعثمانية، كمسجد أرسلان باشا الذي بني بأمر من والي بغداد عام 1650، والمسجد الجديد الذي يحاكي نوعًا ما في بنائه بناء المسجد الأموي في دمشق ويرقى تاريخ بنائه إلى عام 1724، وهناك أيضًا الجامع الكبير، الذي يعتبر أقدم مساجد الساحل السوري ويرقى تاريخه لحوالي العام 1370؛ وإلى جانب المساجد القديمة هناك المساجد المبنية على طراز معماري حديث كجامع الجود وجامع العجان وجامع ياسين؛ كما تحوي المدينة، مدرسة شرعية ومعهدًا لتحفيظ القرآن، فضلاً عن عدد من المقامات كمقام أبي الدرداء والإمام البطرني، الذي أزيل مع توسيع المرفأ.
شكّلت اللاذقية ومنذ القرون الأولى مركزًا هامًا للمسيحية، وتعود أقدم الكنائس المكتشفة إلى القرن الثالث، في حين أن المسيحية في سوريا الداخلية لم تصبح دين السكان حتى أواخر القرن الرابع. وبطبيعة علاقاتها التجارية مع اليونان فقد طغى المذهب البيزنطي الأنطاكي عليها، على عكس سوريا الداخلية خصوصًا في أريافها حيث انتشر الطقس السرياني، لكن للطقس السرياني وجوده التاريخي في المدينة إذ يذكر التاريخ رسامة أسقف من كنيسة السريان الأرثوذكس عام 578.
وتختلف النسبة التقريبية للمسيحيين في اللاذقية وهي تتراوح بين 10 إلى 18% من مجموع السكان، يأت في مقدمتهم الروم الأرثوذكس الإنطاكيون وهم يشكلون غالبية ساحقة من مسيحيْ المدينة، يليهم الموارنة والأرمن الأرثوذكس رغم أن أغلب نفوسهم في بلدة كسب الواقعة على الحدود مع تركيا، إلا أن قسمًا كبيرًا منهم يقيم في المدينة بشكل دائم. تاريخ الأرمن في المدينة يرقى للقرون الوسطى، أي قبل النزوح الأرمني العام 1915، إذ كان للأرمن كنيسة وفندق في اللاذقية في القرن الرابع عشر، محولين المدينة إلى مركز في طريق الحج إلى القدس. هناك أيضًا عدد من اللاتين ويتبع لهم أيضًا عدد من العائلات السريانية الكاثوليكية والأرمنية الكاثوليكية، إذ إن أبناء هاتين الطائفتين لا كنائس لهم بسبب قلة عددهم؛ هناك أيضًا عدد قليل من الروم الكاثوليك والإنجيليين موزعين على ثلاث كنائس معمدانية وكنيسة لوثرية.
المدينة هي أيضًا مركز لعدد من الأبرشيات المسيحية، ومن المعروف أن مجمع نيقية عام 325 اعتبر اللاذقية أسقفية قائمة بحد ذاتها؛ أقدم الأبرشيات هي أبرشية الروم الأرثوذكس، ثم الأبرشية المارونيّة التي استحدثت عام 1736 وكان كرسيّها في طرابلس ثم قسمت الأبرشية إلى أبرشية طرابلس وأبرشية اللاذقية ومركزها طرطوس عام 1979؛ أما أبرشية الروم الملكيين الكاثوليك فقد أنشئت العام 1964 وكان كرسيّها حتى عام 2000 في مرمريتا، في حين أن الرومان الكاثوليك المدينة يتبعون لأسقف حلب. أبرز معالم المدينة المسيحية هي كنيسة القديسة تقلا التي أعيد اكتشافها عام 1999 وترقى إلى القرن الرابع، وكنيسة القديس نيقولاوس تعود للقرن الخامس، وكنيسة قلب يسوع الأقدس للاتين التي بنيت العام 1933 ويطغى عليها الطابع المعماري لعصر النهضة الأوروبيّة، في حين أن كنيسة الأرمن أو كما يطلقون عليها اسم «كيدون الأرمن» فهي تحوي على نقوش وأشكال نافرة تعود للقرن الثالث عشر.
من المعروف أنه وحتى العام 1948 كان يقطن في المدينة مجموعة يهودية تقدر ببضع المئات، إلا أنها أصغر بكثير من الجاليات التي كانت تقيم في دمشق أو حلب أو القامشلي والتي تقدر بالآلاف، بيد أن هذه المجموعة من المواطنين كان لها علاقاتها التجارية واستثمارتها الخاصة وكنيس خاص بها، حتى دعي أحد أحياء مدينة اللاذقية باسم «حي اليهود»؛ إلا أن عددًا كبيرًا من هؤلاء هاجر لدى قيام دولة إسرائيل ولحقهم قسم أكبر إثر حرب الأيام الستة عام 1967 وانتشار اللغط بين اليهود والصهيونية؛ وقد اختفى اليوم الوجود اليهودي من المدينة، ولم يبقَ منه سوى اسم «حي اليهود»؛ وهذا ما حصل مع جميع الجاليات اليهودية في سوريا أيضًا.

## اللاذقية الرسمية
لكونها مركز محافظة، فإن جميع وزارات الدولة وهيئاتها تمثل بمديريات عامة في المدينة، هناك أيضًا عدة ثكنات على أطرافها تتبع لوزارة الدفاع ومقرّات للجمعيات والهيئات الحكومية كهيئة دعم تنظم الأسرة؛ كذلك تحوي المدينة على نقابات واتحادات للعمال والفلاحين والطلبة.
يوجد في المدينة أيضًا عدد من القنصليات والبعثات الرسمية الأجنبية، كالقنصليات البريطانية والفرنسية وعدد آخر كان أحدث ما اُفتتح منها القنصليّة الإسبانية عام 2010. أما بالنسبة للنشاط الحزبي، فينشط بها عدد من الأحزاب أهمها حزب البعث العربي الاشتراكي وتحوي المدينة مركز قيادة الحزب لفرع المنطقة الساحلية في سوريا؛ وإلى جانب حزب البعث تنشط عدد من أحزاب الجبهة الوطنية التقدمية أبرزها الحزب الاشتراكي العربي والحزب الشيوعي السوري والحزب السوري القومي الاجتماعي، هناك أيضًا النفوذ السياسي المحلي، لبعض العائلات ووجهاء المدينة.
بموجب قانون الانتخابات السوري فإن المحافظة هي الدائرة الانتخابية، وتمثّل محافظة اللاذقية بسبعة عشر ممثلاً في مجلس الشعب؛ الحال نفسه بالنسبة لانتخابات المجالس المحليّة حيث تعتبر المدينة دائرة واحدة غير مقسّمة على أحياء، وتنتخب مجلسًا بلديًا يرأسه رئيس مجلس المدينة، أما بالنسبة للتقسيمات المحليّة فهي مقسمة إلى واحد وعشرين حيًا يرأس كل حي مختار معيّن من قبل وزارة الإدارة المحلية ويشكل صلة الوصل معها؛ يرأس محافظة اللاذقية محافظ معيّن من قبل رئيس الجمهورية ويعاونه رئيس مجلس المدينة ومجلس مدينة اللاذقية المنتخب؛ تحوي المدينة أيضًا على عدد من الجمعيات الأهلية ومنظمات المجتمع المدني.

## الاقتصاد

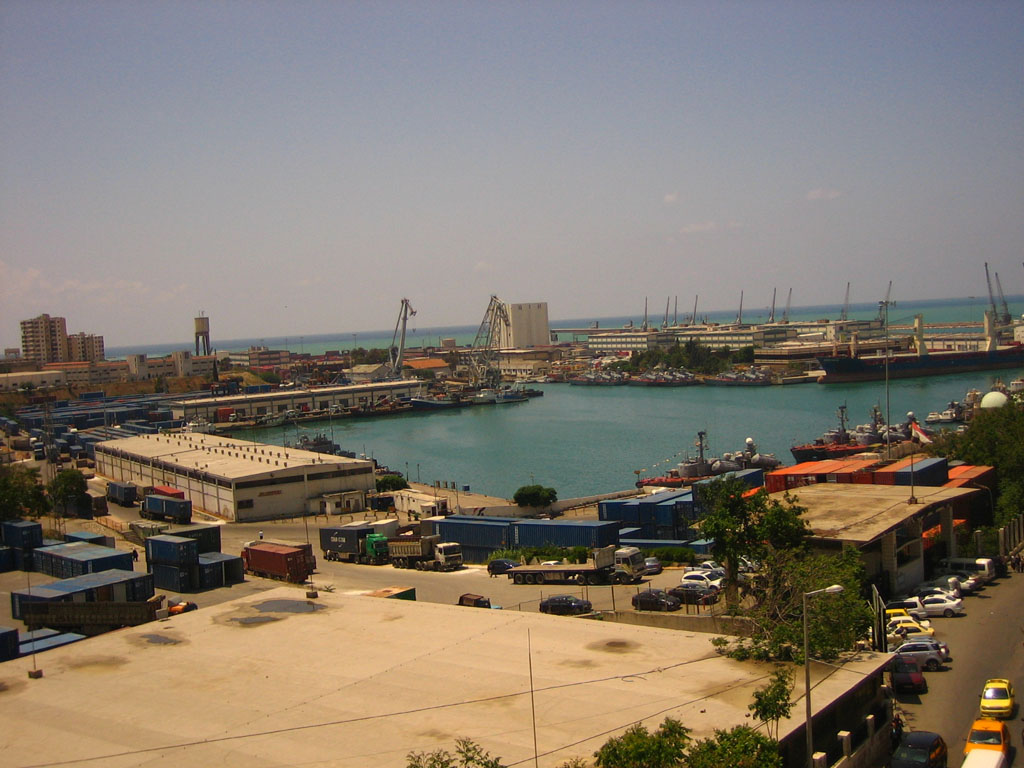
جانب من مرفأ اللاذقية أحد أهم المرافق الاقتصادية في المدينة.

إلى جانب كون اقتصاد المدينة يعتمد على السياحة عمومًا، فهو يعتمد أيضًا على المنشآت الصناعية والتجارية إذ ينشط فيها بنوع خاص بحكم موقعها، المخلصون الجمركيون ومكاتب الاستيراد والتصدير، إذ يعتبر مرفأ اللاذقية الميناء الأول لسوريا على البحر وعن طريقه تتم أغلب عمليات الاستيراد والتصدير إلى سوريا وإلى العراق أيضًا، وهو ذو سعة التخزين مقدرة بحوالي 620 ألف حاوية، موزعة على 23 رصيف، وقد بلغ عدد السفن التي أمّته عام ( 2007 ) 1800 سفينة.
تنتشر الزراعة في السهول المحيطة بالمدينة وخصوصًا زراعة الزيتون والحمضيات وتشكل رافدًا لاقتصادها، أما أهم المحاصيل فهو التبغ الذي نال شهرة عالمية وعرف باسم «تبغ اللاذقية» أو «الدخان المدخون»، وله مؤسسة ترعاه منذ 1774 وهو حاليًا محتكر من قبل الدولة.
الصناعات الأخرى في المدينة تتوزع بين القطاعين العام والخاص، وهي تشمل صناعات الإسفلت والألمنيوم والغزل والنسيج والرخام والجص والصناعات الغذائية والآثاث المنزلي وأجهزة الطاقة والسجاد والأدوية إلى جانب الصناعات والحرف اليدوية والتقليدية.
تحوي المدينة أيضًا على منطقة تجاريّة حرة استحدثت عام 2002. كذلك ينشط في المدينة عمل المصارف وشركات التأمين التابعة للقطاع العام والقطاع الخاص، ومنها المصرف المركزي بفروعه الأربعة والمصرفين الزراعي والصناعي ومصرف التسليف الشعبي وصندوق توفير البريد وجميعها تتبع القطاع العام، ومصرف سوريا والمهجر وبنك عودة والبنك السعودي الفرنسي والبنك السوري الأردني والبنك العربي وبنك المشرق، أما شركات التأمين فأكبرها سوريا للتأمين، وكذلك يوجد في المدينة شركات للصرافة وتحويل العملات.

## خدمات عامة

### النقل والمواصلات
نفذت محافظة اللاذقية عددًا من المشاريع الهادفة لدعم وتطوير البنية التحتية في المدينة منها مشروع عقدة ساحة اليمن ودوار الشيخ ضاهر؛ الشارع الرئيسي في المدينة هو شارع جمال عبد الناصر الذي يقابل الواجهة البحرية للمدينة ومن ثم يتابع مع شارعي بور سعيد والمغرب العربي، وكذلك شارع الثامن من آذار وامتداده في شارعي بغداد وأنطاكية الذي ينفتح على شارع سوريا ومنه إلى شارع الجمهورية وشارع عبد القادر الحسيني المؤدي إلى خارج المدينة، ويشكل نقطة الاتصال مع منطقة الزراعة من ناحية ثانية. أما عن طرق المواصلات الخارجية، فهناك الطريق السريع بين اللاذقية وحلب والذي يمرّ في جسر الشغور وإدلب أيضًا، والطرق السريع الساحلي الذي يصل مع طرطوس ومنها يخترق جبال الساحل متفرعًا إلى فرعين الأول نحو طرابلس وبيروت في لبنان والثاني نحو حمص ودمشق في الداخل السوري، كذلك هناك طريق سريع يربط بين المدينة وأريحا في محافظة إدلب وطريق آخر يربطها مع أنطاكية في تركيا.
أما بالنسبة للقطار والسكك الحديدية، فإن من اللاذقية تنطلق أكبر سكة قطار في سوريا، فهي تبدأ من المدينة وتنتهي في القامشلي بعد أن تمر بكل من الحسكة ودير الزور والرقة ومدينة الثورة وحلب وادلب وغيرها من البلدات والمدن الفرعية؛ كذلك فإن سكة القطار الجنوبية التي تبدأ من درعا وتتجه نحو دمشق فحمص، تتفرع عند حمص شمالاً نحو حماة وحلب وغربًا نحو طرطوس واللاذقية، ويبلغ عدد المتنقلين عبر القطارات 77,000 مواطن شهريًا.
ويوجد في منطقة حميم على بعد 23 كم من المدينة مطار باسل الأسد الدولي الذي يؤمن النقل الداخلي إضافة إلى 36 وجهة خارجية، ويبلغ طول مهبط الطائرات به 2800 متر وعدد الرحلات السنوية حسب إحصاءات ( 2005) 1100 رحلة.
النقل البحري يتم عبر مرفأ اللاذقية وقد بلغ عدد الوافدين والمغادرين عبره عام 2009 حوالي 16,000 شخص، وهو مرتبط بستة خطوط بحرية مع الإسكندرية ومرسين وأزمير وفماغوستا في قبرص وبيروت.
إلى جانب السيارات الخاصة، هناك ثلاث وسائل نقل عامة للتنقلات الداخلية، أولها حافلات النقل العام التابعة لمديرية النقل الداخلي ووزارة المواصلات، وهي تؤمن عمليات نقل المواطنين على خطوط محددة مسبقًا بشكل مغلق، ويبلغ عدد هذه الخطوط العاملة في الوقت الراهن سبعة خطوط وإحدى وثمانين حافلة؛ أما الوسيلة الثانية فهي الميكروباص، اقتصر استعماله منذ 2002 على ضواحي المدينة، ويؤمن أيضًا التنقل إلى القرى والبلدات المحيطة كالقرداحة وجبلة وغيرها.

### التعليم

شعار جامعة اللاذقية التي تأسست عام 1971.

تعتبر نسبة الأمية في سوريا متراجعة، وهي في اللاذقية بشكل خاص أقل بكثير من متوسط نسبة سوريا العام، إذ إنها لا تتجاوز 3.5% من مجموع السكان،
وتقتصر على كبار السن وبعض البدو الذين يستقرون في خارج المدينة على الطريق السريع نحو حمص ويعتاشون على بيع الماشية ومنتجاتها.
تنتشر المدارس الحكوميّة وإلى جانبها المدارس الخاصّة أقدمها الكلية الوطنية الخاصّة والتي لم يشملها قانون التأميم لكونها تابعة للوقف الأرثوذكس، ومن أحدثها واحة الشام؛ كان عدد المدارس الخاصة أكبر في السابق، بيد أن احتكار الدولة لقطاع التعليم في أعقاب الانقلاب عام 1963 أدى إلى تأميمها ومنها مدرسة راهبات الكرمل والمرسلين الإمريكيين؛ ولم يسمح بإعادة الاستثمار بقطاع التعليم من خلال القطاع الخاص إلا في عام 2004.
أما بالنسبة للجامعات الخاصة، فإن الاستثمار في هذا القطاع كان حكرًا على الدولة حتى عام 2004 أيضًا، بيد أن وجود جامعة اللاذقية في المدينة، وتوجه المستثمرين نحو المناطق التي تعتبر الجامعات الرئيسية بعيدة عنها، جعل من سوق الجامعات في اللاذقية محدودًا، إلا أن ذلك لم يمنع من قيام عددٍ من الجامعات الخاصة في المدينة كجامعة الفارابي للدراسات العليا، والأكاديمية العربية للعلوم والتكنولوجيا والنقل البحري، التي تشرف على إدراتها جامعة الدول العربية.
بخصوص جامعة اللاذقية فهي تتكون من ثمانية عشر كلية، وإلى جانب التعليم النظامي تحوي الجامعة على التعليم المفتوح والتعليم الموازي وعدد من المعاهد العالية والمتوسطة، ويبلغ عدد طلاب جامعة تشرين حوالي 37,000 طالب، حوالي 1500 منهم دراسات عليا.

### الصحة
تُدير الحكومة السورية ثلاث مستشفيات كبيرة في المدينة، هم مشفى الأسد الجامعي والمشفى الوطني ومشفى جامعة تشرين، كذلك تدير الحكومة عددًا من المستوصفات والمراكز الصحية وتقوم بتوزيع اللقاحات الطبية مجانًا في المراكز الصحية التي تديرها أو في المدارس؛ وإلى جانب المشافي الحكومية يوجد المشافي الخاصة التي سُمح بالاستثمار الخاص بها بدءًا من 2004 ويتزايد عددها باطراد في المدينة؛ وبحسب إحصاءات العام 2008 فإن استطاعة هذه المشافي 1278 سريرًا بمعدل سرير لكل 663 مواطن أما المراكز الصحية فيبلغ عددها 94 بمعدل 9000 مواطن لكل مركز، أما عدد الأطباء العاملين فهو حوالي 1700 طبيب بمعدل طبيب لكل 500 مواطن، هناك أيضًا حوالي 900 طبيب أسنان وحوالي 450 صيدلية.
كذلك تدير الجمعيات الخيرية عددًا من المستوصفات والمراكز الصحية شبه المجانية كمستوصف جمعية المواساة الإسلامية في حي الصليبة، وأخذت العيادات التجميلية تشقّ طريقها إلى المدينة، ويجري العمل على استحداث مركز لعلاج الأورام السرطانية.

## الثقافة

### الرياضة

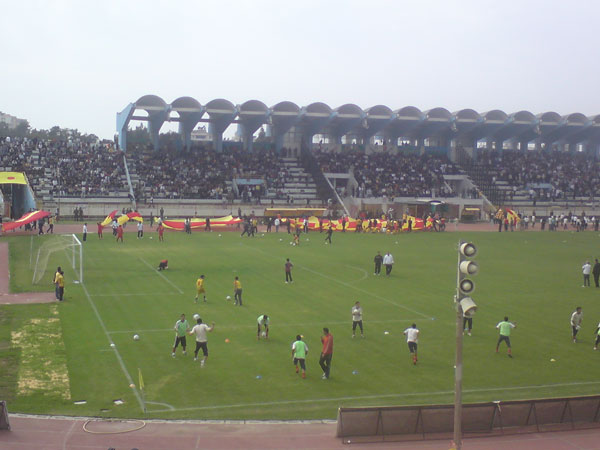
الملعب البلدي في اللاذقية.

تحوي المدينة إن كان من ناحية النشاطات أو من ناحية التجهيزات على عدد وافر من الأنشطة الرياضية، كما أنها استضافت عام 1987 دورة ألعاب البحر الأبيض المتوسط الرياضية العاشرة؛ وتعتبر كرة القدم الأكثر شعبية في المدينة، وهي موطن ناديين هما نادي حطين الذي تأسس عام 1945 ونادي تشرين الذي تأسس عام 1947. الرياضات المائية تحتل نصيبًا هامًا في النشاط الرياضي، وينظم سنويًا عدة سباقات تختص بالرياضات المائية كالسباق الدولي لليخوت الشراعية، كذلك يقام في المدينة سنويًا مسابقة خاصة بالفروسية وركوب الخيل، وكذلك القفز المظلي.
المدينة الرياضية باللاذقية تحوي على عدد من الصالات الرياضية المغلقة والمفتوحة ومسبحين أولمبين، تختصّ بمختلف أنواع الرياضات كما تحوي على ستاد لكرة القدم، كذلك يوجد ستاد آخر هو ستاد الأسد الرياضي في شارع أنطاكية وهو يتسع لحوالي 35,000 ألف متفرج.

### السياحة

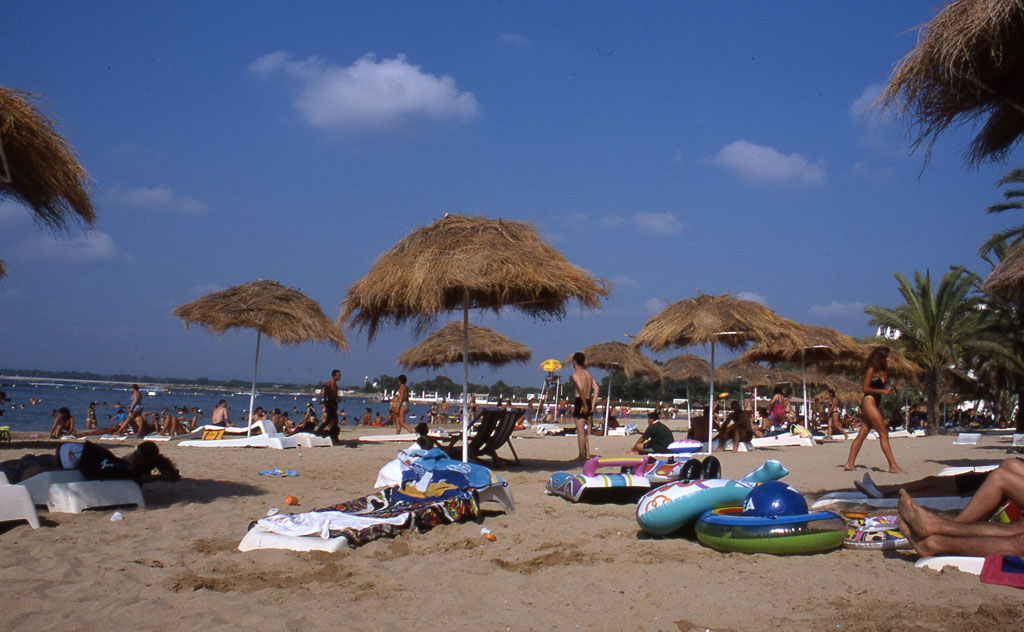
شاطئ منتجع "الشاطئ الأزرق".

تعتبر اللاذقية من المدن السياحيّة في سوريا وهي تتكون من سياحة داخلية يقوم بها سوريون، والسياحة الخارجية، بحسب تقديرات وزارة السياحة السورية فإن عدد السيّاح الخارجيين سنويًا هو 500,000 سائح. وبنتيجة ذلك فإن المدينة تحوي على عدد كبير من المرافق السياحيّة والمنتجعات منها الشاطئ الأزرق وميرديان اللاذقية وروتانا أفاميا الذي يحوي 246 شقة وفيلا على البحر. إلى جانب السياحة الترفيهية فإن السياحة التاريخية تعتبر هامة في المدينة، إذ إنه على مقربة من المدينة يتواجد أربعة قلاع، تعود للحقبة الصليبية إلى جانب سائر الأطلال الأثرية والمباني التي تعود للحقب المملوكية والعثمانية.
بلغت قيمة استثمارات الحكومة في القطاع السياحي ضمن محافظة اللاذقية بحوالي 27 مليار ليرة سورية العام 2009 لتأتي اللاذقية ثالثًا بعد دمشق وريف دمشق، وينمو المعدل السياحي في سوريا بشكل متسارع إذ بلغت عائدات هذا القطاع العام 2000 حوالي 450 مليون ليرة وأصبحت بحلول العام 2009 حوالي مليار ليرة، ومن 1.7 مليون سائح عام 2000 إلى سبعة ملايين سائح عام 2010.

### المتاحف ودور الثقافة

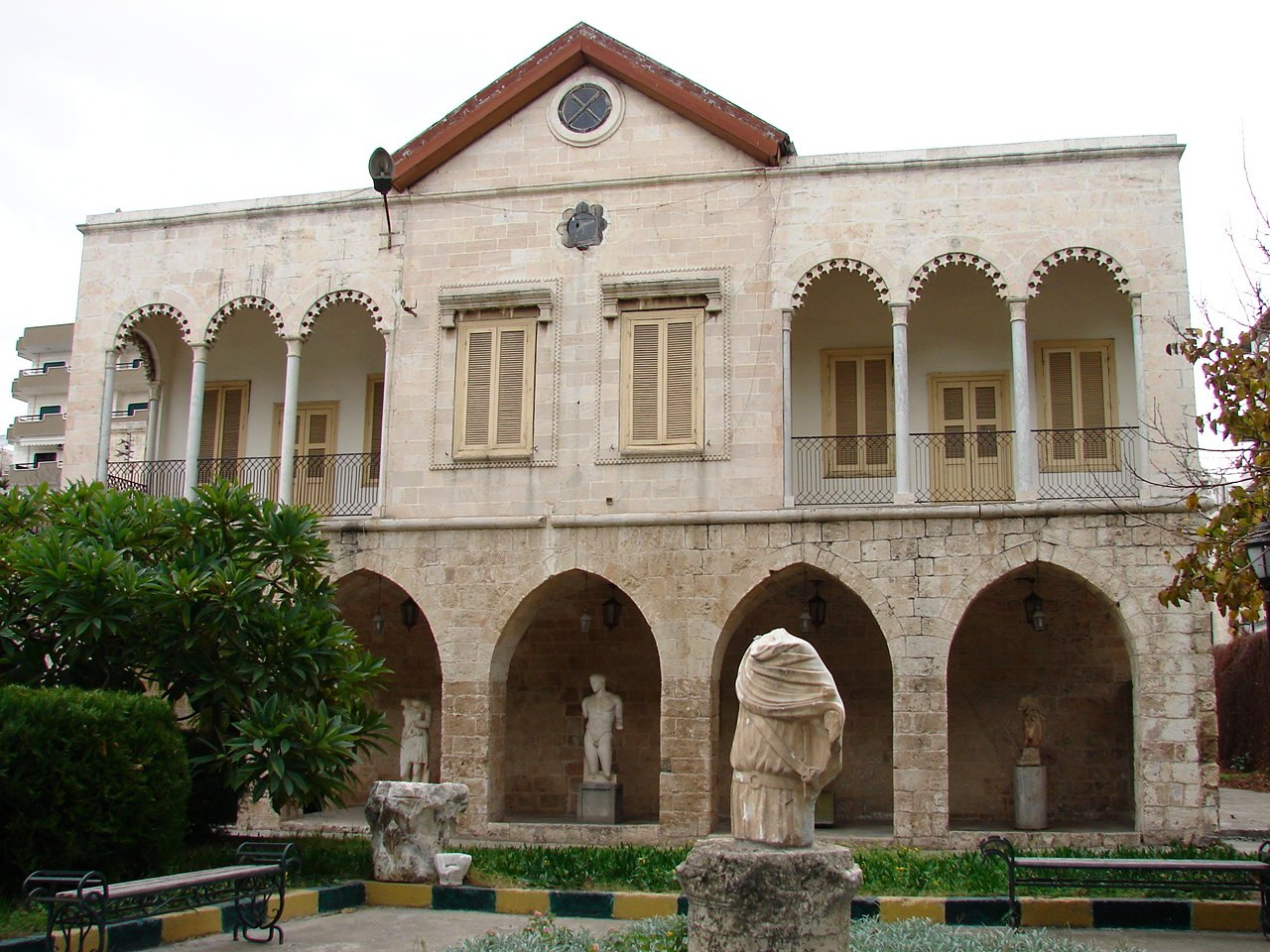
واجهة متحف اللاذقية الذي بني عام 1896 باسم «خان الدخان» وأصبح مقر الحاكم الفرنسي خلال الانتداب الفرنسي قبل أن يصبح المتحف الوطني.

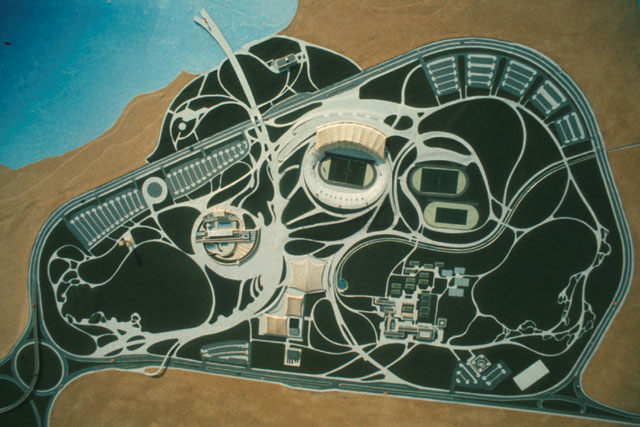
مخطط المدينة الرياضية باللاذقية، والتي بنيت عام 1987.

متحف اللاذقية بحد ذاته يعتبر بناءً أثريًا يقع قبالة واجهة المدينة البحرية، وقد شيد عام 1847 ومن ثم حوّل إلى مقر شركة تبغ اللاذقية عام 1898 ودعي «خان الدخان»، في عام 1904 تم إضافة الطابق العلوي للبناء، ثم اشترته فرنسا عام 1919 وغدا مقر الحاكم العسكري الفرنسي في المدينة؛ أعادت البلدية شراءه عام 1978 وافتتح رسميًا كمتحف للمدينة عام 1986. وهو يحوي خمس قاعات كبيرة، خصص أولها للأثار المكتشفة في أوغاريت وثانيها للآثار المكتشفة في ابن هاني، والثالثة للآثار المكتشفة من الحقبتين السلوقية والرومانية والرابعة للممالك الإسلامية والأخيرة للفن الحديث. عدد كبير من مكتشفات المتحف نقلت إلى متحف دمشق الوطني أو المتاحف الخارجية كاللوفر، لعلّ أهم محتويات المتحف الحالي هو تمثال لبعل بطول 16 مترًا ويتموضع في الحديقة الخارجية.
المتحف الثاني هو متحف الفن الحديث الذي تبلغ مساحته حوالي ألف متر مربع، ويتميز بقبته الزجاجية. يستضيف المتحف دوريًا معارض متعددة في مجالات مختلفة، كالرسم والنحت والتصوير الضوئي فضلاً عن معارض الكتب.
تدير الحكومة أيضًا عدد من المكتبات العامة للمطالعة، وثلاث مراكز ثقافية أكبرها المركز الثقافي العربي الذي يحوي مكتبة عامة وقاعة مؤتمرات ومعهد للفنون التشكيلية ومركز اتصال بالإنترنت ومعهد للثقافة الشعبية ومسرح أوبرا هو الوحيد من نوعه في المدينة، وتدير أيضًا المسرح القومي الذي يعود ببناءه للقرن السابع عشر ومكتبة جبرائيل سعادة ضمن جامعة تشرين.

### المهرجانات

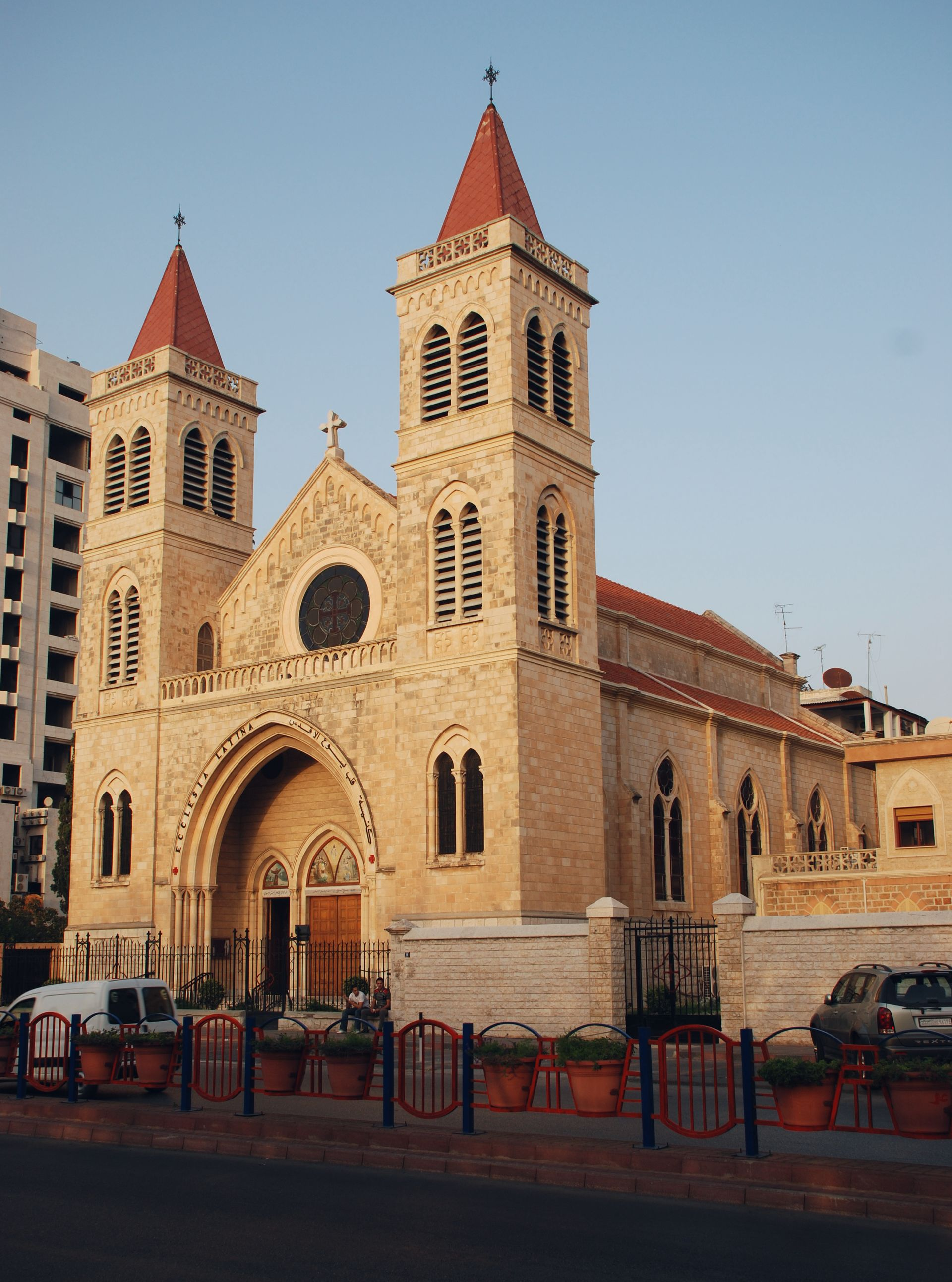
كنيسة قلب يسوع الأقدس التي تتبع الطقس الروماني الكاثوليكي في المدينة، وقد بنيت عام 1904 ويطغى عليها طابع عصر النهضة الأوروبية.

يقام في المدينة سنويًا عدد من المهرجانات، أكبرها هو مهرجان المحبة وذلك بالفترة الممتدة بين 2 أغسطس إلى 12 أغسطس، ويمتاز بتعدد النشاطات التي يشملها فهو يحوي، أمسيات شعريّة، وعروض مسرحيّة، وأنشطة رياضية في كرة القدم والسباحة والقفز المظلي وركوب الخيل على وجه الخصوص، وعروض سينمائيّة وحفلات فنيّة، وقد أطلقت النسخة الأولى منه عام 1989؛ هناك أيضًا عدة مهرجانات سنوية كمهرجان التسوق، ومعرض الكتاب، ومعرض الزهور، ومهرجان المليودراما ومهرجان المسرحية ومهرجان الموسيقى العربية.

### العمارة
تدل الآثار المكتشفة من مواقع مختلفة في اللاذقية ومحيطها؛ أن المدينة كانت على مستوى معماري عالي منذ العصور القديمة، استخدم به منذ الألف السادس قبل الميلاد خزف في تزيين المباني فضلاً عن الفخار الملون والخزف الذي يمتاز بزخرفته الناعمة وأشكاله المختلفة؛ أما عن النمط المعماري لهذه المنازل فهو لم يختلف كثيرًا عن النمط السائد في سوريا والعراق من حيث كون الأبنية مشيّدة من الآجر والطين على شكل غرفة مستطيلة واحدة وكبيرة، يلحق بها من الخلف فرن حجري مستدير، وعادة ما تحاط هذه الأبنية بسور من الطين أيضًا؛ واستعمل الخشب في العمارة إلى جانب الطين والآجر بدءًا من الألف الرابع قبل الميلاد.
أدخلت العمارة الإغريقية ومن ثم الرومانية إلى المدينة في القرن الثالث قبل الميلاد، حيث أحيطت بسور يساعد على الدفاع عنها كما شيّدت قلعة لم يبق منها شيء اليوم، إذ دمرها المماليك عام 1203. ولم تنل المدينة في العهد العثماني الكثير من الاهتمام؛ وكان الطراز العام للمنازل، بشكل بناء من الحجارة مؤلف من طابقين، يصل إلى الطابق العلوي فيه عن طريق درج حجري من الخارج؛ ويتميز النمط العثماني الحديث بالأسقف المرتفعة والغرف الواسعة المساحة فضلاً عن وجود فسحة مكشوفة للهواء الطلق يطلق عليها اسم الإيوان. أما عن عمارة المدينة ككل، فإن الكوارث الطبيعية والرطوبة العالية في الجو، تجعل من صمود الأبنية أمرًا صعبًا للغاية، بيد أن عددًا قليلاً من هذه الأبنية استطاع الصمود، ككاتدرائية القديس جرجس على سبيل المثال والمسجد الظاهري الكبير، ويمكن إعادة سبب صمود أغلب المساجد والكنائس بسبب الاعتناء الخاص ببنيتها عند الشروع بإنشائها، كما صمد أيضًا عدد من الخانات والحمامات العثمانية التقليدية، كخان الشرق الذي لا يزال يقدم خدماته إلى اليوم، وأيضًا عدد من الأسواق، كسوق الدباغين أو سوق السيّدة، وتتميز الأسواق العثمانية عادة بكونها أسواق مقبية يتخصص كل منها بنوع معين من السلع، هناك أيضًا بناء كازينو اللاذقية ومقهى شناتا الذين يعودا لبداية القرن العشرين ومقهى العصافيري المبني منتصف ذلك القرن، وهم يقدمون صورة عن الطراز العماري للمدينة وخدماتها خلال تلك المرحلة، في بعض الأزقة الداخلية من منطقتي الصليبة والعوينة يوجد منازل تعود للهزيع الأخير من القرن التاسع عشر، ورغم أن هذه الأبنية التراثية القديمة في المدينة عريقة البناء، فهي تشكل طفرة في قلب المدينة الحديثة، ما يزيد الأمر سوءًا اختفاء العناية بها، ويتولى شؤون رعايتها جمعيّة حماية تراث المدينة القديمة.
تحوي المدينة أيضًا على النمط الحديث للعمارة، أي أبنية متعددة الطوابق، تحوي حديقة ومرآب وعادة ما تكون مكسوة من الخارج بالرخام.

## مدن شقيقة
| - تونس، سوسة. - إيران، غيلان. - تركيا، مرسين. - قبرص الشمالية، فاماغوستا. - اليمن، عدن. | - إيطاليا، جنوا. - اليونان، كورفو. - اليونان، ميسينا. - رومانيا، كونستانتسا. - إيطاليا، ريميني. |

### مقالات ذات صلة
- محافظات سوريا.
- خليل مشهدية

### وصلات خارجية
- اللاذقية الإلكترونية
- خريطة اللاذقية
- موسوعة اللاذقية
- الموقع الرسمي لمطار باسل الأسد الدولي
- الموقع الرسمي لمرفأ اللاذقية
- الموقع الرسمي لنادي حطين الرياضي
- الموقع الرسمي لنادي تشرين الرياضي
- الموقع الرسمي لصحيفة الوحدة
- مدارس اللاذقية الحكومية
- الموقع الرسمي للأكاديمية العربية للعلوم والتكنولوجيا والنقل البحري
- الموقع الرسمي لجامعة تشرين
- الموقع الرسمي لغرفة التجارة والصناعة في اللاذقية
- الموقع الرسمي للمشفى الوطني في اللاذقية